# Programme Artemis
Pour les articles homonymes, voir Artémis (homonymie).
Programme Constellation
Le programme Artemis est un programme spatial habité de la NASA, l'agence spatiale américaine, dont l'objectif est d'amener un équipage sur le sol lunaire d'ici 2027. À l'instigation du président américain Donald Trump, la date du retour de l'humain sur la Lune, que la NASA avait fixée à 2028 sans programmation clairement définie, a été avancée de quatre ans en avril 2019 avec des objectifs qui ont été précisés, donnant naissance au programme Artemis. Celui-ci doit déboucher sur une exploration durable du satellite, c'est-à-dire l'organisation de missions régulières dont l’aboutissement serait l'installation d'un poste permanent sur la Lune. Le programme doit également permettre de tester et de mettre au point les équipements et procédures qui seront mis en œuvre au cours des futures missions avec équipage à la surface de la planète Mars. La réalisation des missions du programme Artemis nécessite le développement de plusieurs engins spatiaux : le lanceur lourd Space Launch System (SLS), le vaisseau spatial Orion, dont la réalisation a débuté dans les années 2010 mais est marquée par des dérapages budgétaires et calendaires réguliers. L'architecture des missions repose sur la future station spatiale Lunar Orbital Platform-Gateway (LOP-G) qui, placée en orbite autour de la Lune, servira de relais entre la Terre et la surface de la Lune.
Pour remplir les objectifs ambitieux du programme Artemis dans le délai très court qui lui est imposé, la NASA sous-traite de manière particulièrement marquée la conception de composants importants (vaisseau lunaire HLS, modules de la station spatiale LOP-G, atterrisseurs des missions robotiques) ainsi que les prestations de lancement de ces engins et de ravitaillement de la station spatiale. En avril 2021, le développement du  HLS est confié à la société SpaceX, qui proposait une version de son Starship baptisé Starship HLS. Selon le programme établi en novembre 2021, puis modifié en janvier 2024, Artemis III, lancée en 2026, sera la première mission qui amènera un équipage mixte de deux astronautes sur la Lune pour un séjour d'une durée de six jours et demi. Après cette date doivent être menées des missions caractérisées par des séjours plus longs, un équipage au sol de quatre personnes au lieu de deux, davantage d'équipements permettant d'étoffer le retour scientifique. Le vaisseau lunaire sera alors partiellement réutilisable. Les sites d'atterrissage retenus pour toutes ces missions se situent au pôle Sud de la Lune car les réserves de glace d'eau présentes dans les cratères perpétuellement à l'ombre présentent un intérêt stratégique dans la perspective de missions de longue durée.

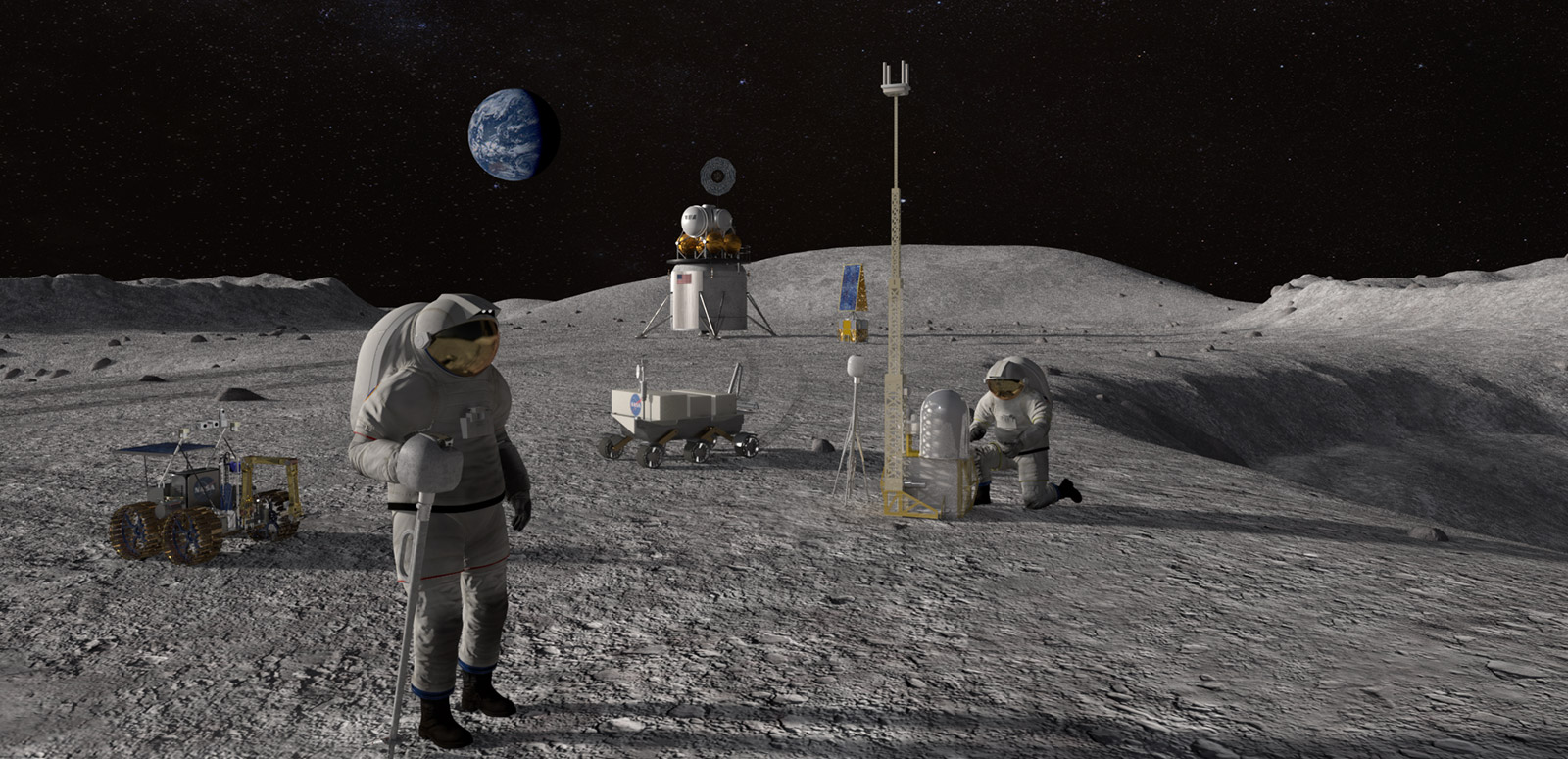
L'équipage d'une mission Artemis à la surface de la Lune près du pôle sud (vue d'artiste).

Outre son délai très serré, le projet rencontre un problème budgétaire similaire à celui qui avait été fatal en 2009 au programme Constellation qui poursuivait les mêmes objectifs. En 2022, les trois premières missions du programme sont financées, mais la suite du programme, qui nécessite de lancer des développements immédiatement, ne dispose pas d'un budget suffisant. Le premier vol du lanceur lourd SLS (mission Artemis I), qui constitue un jalon important du programme Artemis, a lieu le 16 novembre 2022. Début 2024, le débarquement d'un équipage sur la Lune est repoussé à septembre 2026 et au printemps 2024, il est repoussé à la mi-2027 en raison des retards dans le développement et la mise au point des vaisseaux et équipements nécessaires.

## Contexte
Le programme Artemis tire son nom de la déesse grecque Artémis, sœur jumelle d'Apollon, en écho au programme Apollo de la NASA. Depuis la mission habitée Apollo 17 de 1972, dernière mission du programme Apollo, plus aucun astronaute ne s'est éloigné de plus de quelques centaines de kilomètres de la Terre. L'agence spatiale américaine réalise depuis cette époque des études sur le scénario d'une mission habitée vers Mars, mais aucun planning précis n'a pu jusque-là être défini pour ce projet dont les coûts sont supérieurs d'un ordre de grandeur à celui du programme lunaire. Les dirigeants américains de leur côté ont initié, au cours des décennies qui ont suivi le programme Apollo, plusieurs programmes habités ambitieux à destination de l'espace lointain (c'est-à-dire au-delà de l'orbite terrestre basse), mais ceux-ci ont toujours échoué faute de moyens et d'une véritable volonté politique. Ces projets avortés sont dans l'ordre chronologique la Space Exploration Initiative de George H. W. Bush (1989), le programme Constellation de George W. Bush (2004) et le Flexible Path (2010) dont la première mission, l'Asteroid Retrieval and Utilization, a été annulée en 2017.

### ProgrammeConstellation(2004-2009)

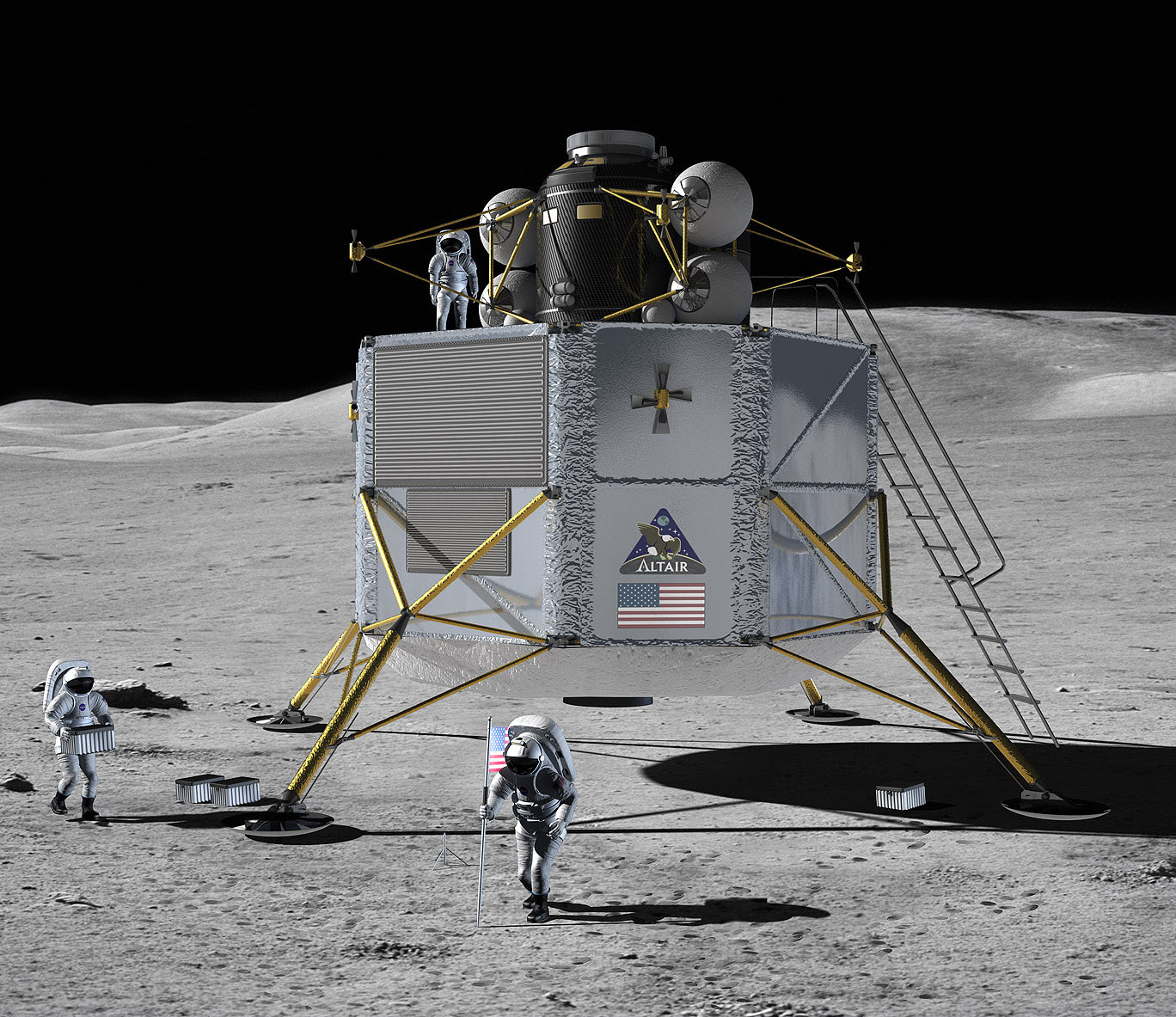
Le programme Constellation est la tentative la plus aboutie de ramener des hommes à la surface de la Lune. Vue d'artiste du vaisseau Altair étudié pour ce programme.

Le 20 juillet 1989, pour le 20e anniversaire de l'alunissage d’Apollo 11, le président des États-Unis George H. W. Bush lance un programme spatial ambitieux sur 30 ans, le Space Exploration Initiative (SEI), qui doit permettre l'installation d'une base permanente sur la Lune. Mais son coût, l'absence de soutien dans l'opinion publique et les fortes réticences du Congrès font échouer le projet. En 2004, son fils, le président George W. Bush, rend publics les objectifs à long terme qu'il souhaite assigner au programme spatial américain alors que l'accident de la navette spatiale Columbia vient de clouer au sol une flotte de navettes spatiales vieillissantes et que le sort de la Station spatiale internationale, dont l'achèvement approche, est en suspens. Le projet présidentiel Vision for Space Exploration veut replacer l'être humain au cœur de l'exploration spatiale : le retour d'astronautes sur la Lune est programmé avant 2020 pour une série de missions destinées à préparer une éventuelle présence permanente de l'humain sur le sol lunaire et mettre au point le matériel nécessaire à de futures missions habitées sur Mars fixées à une échéance beaucoup plus lointaine,. Cette fois-ci, l'opinion comme le Congrès sont favorables au projet : le programme Constellation est alors mis sur pied par la NASA pour répondre aux attentes présidentielles. Il prévoit la construction de deux types de lanceur, Ares I et Ares V, ainsi que, de manière similaire au programme Apollo, deux vaisseaux habités, Altair et Orion. La NASA utilise, en les adaptant, des moteurs-fusées développés pour la fusée Saturn V, les propulseurs à poudre de la navette spatiale ainsi que de nombreuses installations au sol remontant à l'époque du programme Apollo. Mais le programme prend du retard et se heurte à un problème de financement qui, selon les plans initiaux, doit s'effectuer sans augmentation substantielle du budget global de la NASA. À la suite de son investiture, le président américain Barack Obama fait expertiser le programme Constellation par la commission Augustine, créée à cet effet le 7 mai 2009. Celle-ci conclut qu'il manque trois milliards de dollars par an pour atteindre les objectifs fixés, mais confirme l'intérêt d'une seconde exploration humaine de la Lune comme étape intermédiaire avant une mission habitée vers Mars. Début février 2010, le président Obama annonce l'annulation du programme Constellation, qui est confirmée par la suite,.

### Flexible Path: Mars en plusieurs étapes (2010)
Malgré l'arrêt du programme Constellation, la NASA décide de poursuivre le développement du lanceur lourd Space Launch System (SLS) et du vaisseau spatial interplanétaire Orion. Ces engins spatiaux doivent être utilisés pour réaliser des missions interplanétaires d'une complexité croissante dans le but ultime de déposer des humains sur Mars. La stratégie ainsi définie, baptisée « Flexible Path », est beaucoup plus progressive que ce qui a été envisagé dans les projets martiens antérieurs. Avant de poser l'humain sur Mars, il est prévu de mener des missions autour de la Lune, sur des astéroïdes proches puis sur la lune martienne Phobos pour mettre au point les matériels et gagner en expérience. Les premières missions de SLS et Orion à destination de l'espace cis-lunaire sont progressivement définies au cours des années suivantes. Toutefois la stratégie d'exploration du système martien proprement dit reste vague.

### Mission avortéeAsteroid Retrieval and Utilization(2012-2017)
La première mission du programme Flexible Path est l'envoi d'un équipage à la surface d'un astéroïde géocroiseur : l'Asteroid Retrieval and Utilization (ARU) doit combiner l'étude in situ de cet objet et tester les nouveaux équipements, notamment en déplaçant une roche de quatre mètres de diamètre située à la surface de l'astéroïde pour la placer sur une orbite lunaire. Toutefois, en interne à la NASA comme au Congrès des États-Unis, peu de personnes soutiennent cette mission et celle-ci est finalement annulée en juin 2017. Cette annulation replace la Lune au cœur du programme spatial habité.

### Analyse des raisons de l'échec des projets lunaires et martiens antérieurs
Plusieurs raisons expliquent les échecs répétés des projets de missions lunaires et martiens.
- Il y a peu de justification économique à de telles missions. Une mission robotique permet d'explorer l'espace lointain à un coût cent fois moins élevé et sans risquer la vie d'un équipage, bien que les missions habitées soient plus agiles sur le plan scientifique que les missions robotiques. La justification avancée pour une mission habitée, selon laquelle il est dans la nature de l'être humain d'explorer et d'étendre son horizon, est faible si on la rapproche de ses implications financières.
- Les Américains qui soutiennent ces projets sont minoritaires. Les sondages récents, qui rejoignent des analyses antérieures, montrent que seulement un quart des américains considère comme important ou très important l'envoi d'astronautes sur la Lune ou sur Mars. Une large majorité considère que les priorités vont à la protection de la Terre contre l'impact d'un astéroïde, l'étude de la planète et l'exploration du système solaire par des missions robotiques.
- Une mission habitée vers Mars est un objectif très ambitieux sur le plan financier et technologique. Pour illustrer cette complexité, l'astronaute Don Pettit cite le fait que si les toilettes ne fonctionnaient plus à bord de la Station spatiale internationale, la NASA peut envoyer une pièce de rechange, tandis que si le même incident se produit sur Mars il entraîne la mort de l'équipage[14].
- Une mission lunaire de son côté constitue aux yeux de beaucoup d'Américains un objectif présentant peu d'intérêt dans la mesure où il s'agit seulement de renouveler à un coût élevé une réalisation remontant déjà à plus de 50 ans.
- Les différents acteurs impliqués dans le programme spatial ont des vues divergentes qui freinent la réalisation de projets de grande envergure. La Maison-Blanche est favorable à un programme ambitieux mais elle dépend du Congrès pour obtenir le budget. Ce dernier est souvent hostile à des dépenses aussi importantes dans le domaine spatial. Certains de ses membres sont guidés par des objectifs purement électoraux (créer de l'emploi dans leur circonscription) comme le sénateur républicain de l'Alabama Richard Shelby qui contrôle de facto le budget de la NASA. Les différents établissements de la NASA sont eux-mêmes en conflit entre eux pour préserver leur budget et leur pouvoir au sein de l'agence spatiale. Enfin les grands industriels du spatial (Boeing, Orbital ATK, Aerojet Rocketdyne) font jouer leurs appuis au Congrès de manière à préserver leur activité éventuellement en contradiction avec les objectifs de l'agence spatiale. Les acteurs du NewSpace (SpaceX, Blue Origin...) tentent également d'influencer les décideurs au mieux de leurs intérêts financiers.

### Développement récent du programme lunaire habité

#### Regain d'intérêt des puissances spatiales pour la Lune
La Russie annonce au milieu de la décennie 2010 qu'elle projette de développer une station orbitale lunaire, la Lunar Orbital Station et d'envoyer des astronautes à la surface de la Lune à l'horizon 2030 en utilisant le vaisseau Federatsia en cours de développement. De son côté l'Agence spatiale européenne lance en 2015 l'idée d'un village lunaire, c'est-à-dire d'une base permanente sur la Lune développée par l'ensemble des nations spatiales. La Chine, dont les réalisations spatiales progressent à grands pas, envisage depuis 2017 de débarquer des humains à la surface de la Lune au cours de la décennie 2030.

#### Station spatiale lunaireDeep Space Gateway(2017)
En avril 2017, la NASA précise la stratégie de son programme spatial habité dans la perspective de l'abandon de la Station spatiale internationale qui est frappée d'obsolescence à moyen terme. Elle annonce le développement d'une station spatiale placée en orbite lunaire baptisée Deep Space Gateway (DSG). Celle-ci pourra accueillir des équipages pour une durée de 42 jours. Elle comprendra un module d'habitation, un module de propulsion et peut-être un module servant de sas. La DSG sera assemblée à partir de composants transportés par le futur lanceur lourd SLS et elle sera desservie par le vaisseau Orion. Dans une première phase du programme, les équipages qui devraient occuper la station à partir de 2028 l'utiliseront pour apprendre à vivre et à travailler en orbite lunaire. Cette phase permettra également de pratiquer les rendez-vous entre vaisseaux loin de l'orbite terrestre basse. La NASA souhaite à ce stade faire appel aux entreprises privées et aux partenaires internationaux pour les missions de ravitaillement. Ces missions sont un préambule à l'envoi de missions vers Mars constituant la phase ultime du programme. Pour convoyer les équipages, il est prévu de développer un vaisseau spatial de grande taille, le Deep Space Transport. Celui-ci sera convoyé jusqu'à la station lunaire après un lancement par le SLS puis sera ravitaillé avant d'être lancé vers Mars avec un équipage de 4 personnes,,.

## Lancement du programmeArtemis

### Un objectif fixé à 2024 par le président Trump
En avril 2019, à quelques mois du cinquantième anniversaire de la mission Apollo 11 qui a vu le premier homme fouler le sol lunaire, le vice-président américain Mike Pence, après avoir adressé des reproches à la NASA et à ses sous-traitants pour le retard pris dans le développement du lanceur lourd SLS (la date du premier vol a glissé de 2017 à 2022), annonce que le Président américain Donald Trump souhaite qu'un premier équipage soit déposé à la surface de la Lune dès 2024 soit quatre ans avant l'échéance prévue jusque là par la NASA. Le président assigne deux objectifs à l'agence spatiale : tenir la date de 2024 et réaliser à terme des missions dites durables permettant l'exploration de la Lune puis de Mars. Pour remplir le premier objectif, la NASA décide de concevoir deux types de missions. Les premières sont simplifiées (séjour court de six jours et demi sur la Lune, masse emportée limitée, équipage de deux personnes, pas de pré-positionnement de matériel à la surface, vaisseau lunaire non réutilisable). Les missions dites durables, qui devaient intervenir à compter de 2026, utilisent un vaisseau lunaire plus gros qui permet d'emporter plus d'équipements et un équipage de quatre personnes pour un séjour à la surface plus long. Le site d'atterrissage des missions serait situé près du pôle Sud lunaire, qui est un objectif scientifique important et recèle des stocks d'eau qui peuvent être exploités pour faciliter les séjours prolongés en augmentant l'autonomie des équipages (eau, oxygène).

### Recherche d'un financement
Mi-mai 2019, une enveloppe supplémentaire de 1,6 milliard de dollars est débloquée au titre de l'année budgétaire 2020 pour ce programme lunaire, qui est baptisé à cette occasion « programme Artemis », du nom de la déesse grecque personnifiant la Lune dans la mythologie grecque. Il s'agit d'une référence explicite au programme Apollo, qui est nommé d'après Apollon, le dieu grec et frère jumeau d'Artémis. Les fonds doivent être utilisés de la manière suivante :
- un milliard de dollars sont consacrés à la réalisation d'un atterrisseur capable de déposer des humains sur la Lune. La conception et la fabrication de ce module seraient complètement sous-traitées à l'industrie privée ;
- le budget engagé pour le développement de la station spatiale lunaire sera réduit de 321 millions de dollars en limitant sa fonction à celle de support pour déposer l'équipage sur la Lune. La somme libérée doit être affectée à d'autres dépenses du programme Artemis ;
- 651 millions de dollars sont affectés au développement du lanceur SLS et du vaisseau Orion ;
- le développement des systèmes de propulsion reçoit 132 millions de dollars, dont 90 millions affectés à l'exploration robotique.

En septembre 2020, la NASA produit un document recensant les coûts de la phase 1 du programme Artemis, qui comprend les missions Artemis I à Artemis III sur la période 2021-2025. Le budget nécessaire est évalué à 28 milliards US$ mais n'inclut pas la station spatiale Gateway, les habitats de surface et le développement d'un astromobile, qui ne deviennent nécessaires que pour la phase 2 du programme. Les principaux postes budgétaires sont le développement du module lunaire HLS (16 milliards US$) ainsi que celui du vaisseau Orion et du lanceur SLS (7,6 milliards US$ en tout). À titre de comparaison, le coût du programme Apollo est évalué à 250 milliards US$ (en dollars 2020) mais les 28 milliards ne comprennent pas les sommes déjà dépensées au cours des deux dernières décennies pour développer le lanceur lourd SLS et le vaisseau Orion. Pour tenir le planning très serré imposé par une première mission à la surface de la Lune en 2024, l'administrateur de la NASA demande en septembre 2020 à disposer de 3,2 milliards US$ dès 2021 pour le financement du développement du module lunaire HLS.

### Artemissous la législature Biden
En février 2021, l'Administration du nouveau Président Biden confirme son soutien au programme Artemis.
Le problème de financement persiste fin 2021. À cette date, le budget prévu sur la période 2022/2025 permet théoriquement de financer uniquement les développements des équipements de la phase I ainsi que les vols associés (Artemis I, II et III), mais rien n'est prévu pour la phase II, qui nécessite de mettre au point des équipements et des composants nouveaux. Le montant total associé au programme en incluant les dépenses antérieures à la création du programme s'élève à 92 milliards US$.
| Poste de dépense | 2012-2020 | 2021  | 2022   | 2023   | 2024   | 2025   | Total  |
| --- | --------- | ----- | ------ | ------ | ------ | ------ | ------ |
| Vaisseau Orion | 11 399    | 1 404 | 1 407  | 1 340  | 1 239  | 1 084  | 17 872 |
| Lanceur lourd SLS | 17 234    | 2 561 | 2 487  | 2 486  | 2 466  | 2 290  | 29 526 |
| Installations au sol | 4 246     | 580   | 890    | 558    | 514    | 514    | 7 002  |
| Starship/Starship HLS | 578       | 928   | 1 195  | 1 267  | 1 580  | 1 989  | 7 563  |
| Station spatiale lunaire Gateway | 703       | 699   | 785    | 811    | 765    | 670    | 4 432  |
| Combinaison spatiale extravéhiculaire¹ | 174       | N/A   | N/A    | N/A    | N/A    | N/A    | 174,2  |
| Programme exploration et développement² | 3 328     | 346   | 417    | 553    | 700    | 968    | 6 311  |
| Programme Lunar Discovery and Exploration³ | 605       | 444   | 497    | 501    | 458    | 458    | 2 964  |
| Autres technologies spatiales⁴ | 1 238     | 1 211 | 1 442  | 1 658  | 1 756  | 1 854  | 9 159  |
| Support de mission | 498       | 1 551 | 1 506  | 1 501  | 1 492  | 1 440  | 7 988  |
| Total | 40 002    | 9 723 | 10 326 | 10 674 | 10 970 | 11 267 | 92 962 |
| ¹ À compter de 2021, les développements de la combinaison spatiale sont inclus dans le projet de la station spatiale Gateway. ² Inclut les programmes Other Advanced Exploration Systems (développement de nouvelles technologies : système de support de vie, avionique, protection contre les radiations...), Advanced Cislunar and Surface Capabilities (développement des équipements utilisés à la surface de la Lune) et Human Research Program (recherches biologiques). ³ Comprend les missions d'exploration robotique de la Lune : astromobile VIPER et missions du Commercial Lunar Payload Services. |           |       |        |        |        |        |        |

## Développement du programmeArtemis

Logo du programme Artemis.

### Sélection des fournisseurs des équipements et composants de la station lunaire
En 2019 et 2020 la NASA prend de nombreuses décisions pour tenter de tenir l'échéance de 2024 fixée pour la réalisation du premier objectif du programme, c'est-à-dire le retour d'astronautes sur la Lune. L'agence spatiale décide de déléguer aux entreprises du secteur spatial non seulement la réalisation, mais également la conception de plusieurs équipements :
- courant mai, l'agence spatiale sélectionne la société Maxar Technologies pour le développement du module PPE (Power and Propulsion Element) de la station spatiale lunaire Lunar Gateway[28] ;
- la NASA veut lancer plusieurs missions robotiques ayant pour objectif d'effectuer une première reconnaissance. Le développement des atterrisseurs chargés de déposer ces équipements scientifiques sur la Lune est confié à l'industrie privée dans le cadre du programme Commercial Lunar Payload Services (CLPS) et fonctionne de manière analogue au programme COTS consacré au ravitaillement de la Station spatiale internationale. Trois entreprises, sont pré-sélectionnées en juin 2019[29] ;
- en juillet, la NASA sélectionne la société Northrop Grumman pour le développement du module d'habitation HALO (Habitation and Logistics Outpost) de la station spatiale lunaire Lunar Gateway[30] ;
- début septembre 2019, l'agence spatiale soumet aux industriels un cahier des charges pour le vaisseau lunaire HLS. Les réponses sont attendues début novembre et le vainqueur est sélectionné en décembre 2019. Une somme de 1 milliard US$ a été demandée par la NASA pour financer les développements de ce vaisseau sur l'année budgétaire 2020 (le coût total sera de plusieurs milliards US$). Les trois entreprises susceptibles d'être choisies sont Blue Origin, Boeing et SpaceX[31] ;
- fin octobre 2019, la NASA lance le développement de l'astromobile (rover) VIPER dans le but d'étudier la glace d'eau présente dans le régolithe du fond des cratères situés au pôle Sud de la Lune. Celui-ci doit effectuer une reconnaissance fin 2022 de la région dans laquelle atterriront les premiers équipages[32] ;
- en juin 2020, l'agence spatiale sélectionne le constructeur de l'atterrisseur qui déposera le rover VIPER à la surface de la Lune en 2023. Il s'agit de l'engin spatial Griffin, développé par la société Astrobotic Technology de Pittsburgh[33].
- En juin 2022 l'agence spatiale américaine sélectionne l'institut de recherche Draper de Cambridge pour le développement de la mission robotique SERIES-2 qui doit se poser dans le cratère Schrödinger sur la face cachée de la Lune pour étudier les caractéristiques de la surface et de l'intérieur de la Lune (flux thermique, sismicité). Le contrat souscrit dans le cadre du programme CLPS porte sur un montant de 73 millions US$[34].
- Le développement de la combinaison spatiale AxEMU portée par les astronautes durant leurs sorties extravéhiculaires à la surface de la Lune fait l'objet d'un appel d'offres qui oppose la société Collins Aerospace qui est le fabricant historique (il a développé les combinaisons utilisées par les équipages Apollo) et Axiom Space dont l'activité principale dans le domaine tourne autour des combinaisons utilisées à bord des stations spatiales. À la surprise des spécialistes c'est la société Axiom qui est retenue par la NASA début septembre 2022. Axiom évalue la prestation demandée par l'agence spatiale (développement et test des combinaisons spatiales, fourniture d'un jeu de combinaisons pour la mission Artemis III, première mission à la surface de la Lune) à 228,5 millions US$ soit 20% de moins que le montant de la proposition de Collins[35].

### Sélection du vaisseau lunaire (2019-2023)

#### Sélection de Starship HLS (2019-2021)
Pour respecter ces échéances serrées, la NASA se tourne vers le secteur privé pour développer le vaisseau lunaire qui doit déposer l'équipage à la surface de la Lune, les héberger durant leur séjour puis les ramener en orbite lunaire. Il s'agit du composant le plus complexe du programme Artemis. Elaborées pour répondre à un cahier des charges défini par la NASA les propositions de onze industriels sont pré-sélectionnées mi-mai 2019 pour le développement du vaisseau lunaire ou d'une partie de celui-ci : Aerojet Rocketdyne, Blue Origin, Boeing, Dynetics, Lockheed Martin, Masten, Maxar (qui fournit le module de propulsion de la Gateway), Northrop Grumman, OrbitBeyond (en), Sierra Nevada et SpaceX. Blue Origin, avec son Blue Moon, et Lockheed Martin, avec un atterrisseur dérivé du vaisseau Orion font figure de favoris.
Le processus de sélection est effectué en deux temps. Le 30 avril 2020, l'administrateur de la NASA Jim Bridenstine annonce que trois finalistes ont été retenus pour la deuxième phase de la sélection : Blue Origin qui reçoit 579 millions US$ pour détailler son offre, Dynetics qui reçoit 253 millions US$ et SpaceX qui reçoit 135 millions US$. Le finaliste doit être annoncé en février 2021. Les caractéristiques des propositions sélectionnées sont les suivantes,, :
- la proposition de Blue Origin est la plus classique. Elle s'inspire du module lunaire Blue Moon et reprend l'architecture à deux étages du module lunaire Apollo. Les deux étages sont propulsés par un moteur BE-7 du constructeur. Un troisième module de transfert est chargé d'abaisser l'orbite du vaisseau lunaire de l'orbite NRHO (sur laquelle se trouvent la station spatiale lunaire et le vaisseau Orion) vers l'orbite lunaire basse. Cette version du HLS doit être placée en orbite par le lanceur lourd New Glenn de Blue Origin ou à défaut par le lanceur Vulcan ;
- Dynetics propose un engin comprenant deux modules dont le module de transfert et le module lunaire proprement dit combinant le rôle de l'étage de descente et de l'étage de remontée. Le DHLS comporte deux réservoirs largables ce qui simplifie la conception. Les réservoirs sont placés de part et d'autre de la cabine pressurisée ce qui permet de réduire la hauteur au-dessus du sol. Les sociétés Sierra Nevada Corporation et Thales Alenia Space participent en tant que sous-traitant ;
- SpaceX propose le vaisseau lunaire Starship HLS mono-module (pas d'étage de descente et de remontée séparés) dérivée de son vaisseau Starship. Celui-ci doit être placé sur une orbite terrestre par un étage Starship sur une orbite basse puis ravitaillé sur cette orbite par plusieurs vaisseaux Starship avant de gagner sans équipage la Lunar Gateway en orbite lunaire, où le vaisseau récupère l'équipage. Le vaisseau Starship lunaire se pose sur la Lune puis redécolle également par ses propres moyens. Le vaisseau se distingue des deux autres par le fait qu'il remplit immédiatement les exigences de réutilisabilité prévue par la NASA dans le cadre de la deuxième phase du programme Artemis. Mais cela s'accompagne d'une grande complexité[40].

Le 16 avril 2021 la NASA sélectionne la proposition de SpaceX (Starship HLS) pour le développement et le lancement des deux premières missions. L'évaluation de la NASA a porté sur trois critères : dans l'ordre d'importance décroissante les aspects techniques (conception, développement, risques, tests, opérations de lancement et déroulement de la mission...), le cout et la gestion du projet (organisation, gestion du planning, risques...). Sur le plan technique la solution de SpaceX et Blue Origin sont considérées comme acceptable (niveau moyen 3/5 dans l'échelle de la NASA qui comporte cinq niveaux) tandis que celle de Dynetics est considérée comme peu pertinente (2/5). Le cout de la proposition de SpaceX (2,89 milliards US$) est beaucoup moins élevée que celui de ses concurrents (deux fois moins que celle de Blue Origin et quatre fois moins que celle de Dynetics. En matière de gestion de projet la proposition de SpaceX est évaluée comme remarquable (5/5) alors que celle de ses deux concurrents est considérée comme très bonne (4/5). Il était initialement envisagé de sélectionner une deuxième proposition à ce stade du développement mais la proposition de Blue Origin, évaluée comme recevable sur le plan technique et de la gestion de projet, n'a pas été retenue compte tenu de son cout et du budget inférieur à la demande que le Sénat américain a accordé à la NASA (25% du montant demandé) pour ce volet du programme Artemis,,.

#### Contestation de la sélection de SpaceX parBlue Origin
À la suite de la sélection de la proposition de SpaceX, Blue Origin émet une protestation officielle contre la décision de la NASA. Les arguments avancés par Jeff Bezos, le patron de Blue Origin, sont que contrairement à ce qui était indiqué dans l'appel d'offres, la NASA n'a retenu qu'un seul constructeur au lieu de deux. Par ailleurs, il conteste la pertinence du choix technique de la proposition de SpaceX. Il souligne que le lancement du HLS de SpaceX vers la Lune nécessite le lancement à une cadence très élevée (tous les 12 jours) de 16 cargos transportant des ergols cryogéniques, puis le transfert de ces ergols dans le vaisseau HLS, une opération jamais réalisée et qui ne sera testée pour la première fois qu'en 2023. Il souligne la complexité de la mise au point du lanceur géant de SpaceX comprenant 32 moteurs-fusées, propulsant le premier étage et d'une masse de 1 000 à 2 000 tonnes supérieures à celle de la fusée Saturn V. Il met également en avant le fait que le vaisseau qui atterrira sur la Lune n'est qu'un deuxième étage de lanceur adapté qui imposera aux astronautes de descendre d'une hauteur de 38 mètres sur le sol lunaire. Jeff Bezos propose en juillet de réduire de deux milliards US$, soit d'un tiers, le coût de sa proposition. Blue Origin est déboutée successivement par la Cour des comptes américaine (GAO) le 30 août, puis par le tribunal fédéral (4 novembre) devant lequel il a porté l'affaire après ce premier échec. Son action bloque les travaux de SpaceX jusqu'à la décision du GAO,,.

#### Un deuxième fournisseur pour le vaisseau lunaire (mars 2022)
La NASA décide en mars 2022 de revenir sur sa décision de ne sélectionner qu'un seul fournisseur pour le vaisseau lunaire. L'agence spatiale américaine prévoit de lancer un appel d'offres au cours de l'année qui doit permettre de choisir un deuxième constructeur. Ce vaisseau lunaire sera utilisé pour la mission Artemis V dont la date de lancement est programmée en aout 2028,.

#### Un deuxième vol du Starship HLS financé (novembre 2022)
En novembre 2022 la NASA annonce qu'elle a sélectionné le Starship HLS de SpaceX pour la deuxième mission qui doit se poser à la surface de la Lune (Artemis IV). Cette version du vaisseau HLS devra satisfaire aux exigences de l''option B du cahier des charges contrairement au vaisseau HLS utilisé par Artemis III qui ne doit satisfaire qu'à l'option A. Les caractéristiques supplémentaires attendues sont la capacité à s'amarrer à la station Lunar Gateway, emport de quatre astronautes au lieu de trois, charge utile déposée à la surface de la Lune accrue. Pour ce nouveau développement la NASA versera 1,15 milliard US qui viendront s'ajouter aux 2,9 milliards US$ du contrat initial du HLS.

#### Blue Moon sélectionné (mai 2023)
En mai 2023, la NASA sélectionne l'atterrisseur lunaire Blue Moon de la société Blue Origin dont le premier exemplaire opérationnel est assigné à la mission Artemis V programmée alors pour 2029, puis reportée à 2030. Blue Origin développe l'atterrisseur en coopération avec Lockheed Martin, Draper, Honeybee Robotics, Astrobotic et Boeing. La valeur du contrat d'un montant fixe s'élève à 3,4 milliards US$ (tout dépassement est à la charge du constructeur) mais le PDG de Blue Origin a prévu d'injecter un montant encore supérieur de ses propres fonds dans le développement de l'atterrisseur,.

### Avancement du programme

#### Planification de la phase I en 2025
En septembre 2020, la NASA détaille dans un document la phase 1 du programme Artemis, qui regroupe les trois premières missions Artemis dont Artemis III, qui sera la première à déposer un équipage sur la Lune. Le calendrier de ces missions est fourni mais depuis certaines d'entre elles ont du être repoussées pour des raisons techniques.
| Date                | Mission / engin spatial | Type engin                            | Description / objectif | Destination                                       | Lanceur                    | Commentaire |
| ------------------- | ----------------------- | ------------------------------------- | --- | ------------------------------------------------- | -------------------------- | --- |
| Missions lancées    |                         |                                       | |                                                   |                            | |
| 28 juin 2022        | CAPSTONE                | Nano-satellite 12U expérimental       | Test de la stabilité de l'orbite choisie pour la station lunaire Gateway | NRHO autour de la Lune                            | Electron                   | [ 53 ] |
| 16 novembre 2022    | Artemis I               | Vaisseau Orion                        | Premier vol du lanceur lourd SLS | Orbite circumlunaire                              | Space Launch System Bloc 1 | Premier vol du lanceur SLS. Mission sans équipage.                                                                        |
| 8 janvier 2024      | Peregrine 1             | Atterrisseur lunaire                  | Dépose de 28 charges utiles dont 11 instruments de la NASA à la surface de la Lune | Lacus Mortis                                      | Vulcan/Centaur             | Premier vol de l'atterrisseur Peregrine. Échec de la mission durant le transit vers la Lune.                              |
| 15 février 2024     | IM-1                    | Atterrisseur lunaire                  | Dépose de six instruments à la surface de la Lune | Malapert-A                                        | Falcon 9                   | Premier vol de l'atterrisseur.                                                                                            |
| 15 janvier 2025     | Blue Ghost Mission 1    | Atterrisseur lunaire                  | Dix instruments scientifiques et équipements spatiaux | Mare Crisium                                      | Falcon 9                   | Premier vol de l'atterrisseur Blue Ghost.                                                                                 |
| 27 février 2025     | IM-2                    | Atterrisseur lunaire                  | Suite instrumentale PRIME-1 : Foreuse TRIDENT prélevant une carotte du sol 1 mètre de profondeur analysée par le spectromètre de masse MSolo pour détecter la présence d'eau dans le sol. | Shackleton                                        | Falcon 9                   | Emporte également l'orbiteur lunaire Lunar Trailblazer.                                                                   |
| 27 février 2025     | Lunar Trailblazer       | Orbiteur lunaire                      | Mesure de la température et de la présence de volatiles à la surface de la Lune. |                                                   | Falcon 9                   | Lancé avec la mission IM-2.                                                                                               |
| Missions planifiées |                         |                                       | |                                                   |                            | |
| 2025                | Griffin                 | Néant suite abandon astromobile VIPER | Validation fonctionnement atterrisseur | Surface de la Lune                                | Falcon Heavy               | [ 60 ] |
| 2026                | Blue Ghost Mission 2    | Atterrisseur lunaire                  | Récepteur radio LuSEE-Night de détection des émissions radio produits durant la période des Âges sombres et deux autres expériences.                                                      | Face cachée de la Lune                            | Falcon 9                   | Lancé avec le satellite relais Lunar Pathfinder développé par l'Agence spatiale européenne,.                              |
| 2026                | Lunar Pathfinder        | Orbiteur lunaire                      | Satellite utilisé comme relais de télécommunications entre la Lune et la Terre. |                                                   | Falcon 9                   | Développé par l'Agence spatiale européenne. Lancé avec la mission Blue Ghost Mission 2                                    |
| 2026                | IM-3                    | Atterrisseur lunaire                  | Plusieurs petits astromobiles. Objectif scientifique principal : étude d'une formation géologique très particulière (formation d'albédo .                                                 | Reiner Gamma                                      | Falcon 9                   | , |
| 2026                | SERIES-2                | Atterrisseur lunaire                  | Emporte trois expériences. | cratère Schrödinger sur la face cachée de la Lune | Falcon 9                   | Vol inaugural de l'atterrisseur APEX 1.0.                                                                                 |
| 2026                | Starship HLS            | Vaisseau lunaire                      | Test du vaisseau Starship sans équipage (aller retour de la surface lunaire) | Surface de la Lune                                | Starship                   | Plusieurs vaisseaux sont lancés en orbite basse pour ravitailler en ergols le Starship HLS avant son départ pour la Lune. |
| Avril 2026          | Artemis II              | Vaisseau Orion                        | Premier vol avec équipage du vaisseau Orion | Orbite circumlunaire                              | Space Launch System Bloc 1 | |
| 2027                | IM-4                    | Atterrisseur lunaire                  | Six expériences. | cratère Malapert A                                | Falcon 9                   | . |
| 2027                | Starship HLS            | Vaisseau lunaire                      | Dépose de l'équipage à la surface de la Lune |                                                   | Starship                   | Plusieurs vaisseaux sont lancés en orbite basse pour ravitailler en ergols le Starship HLS avant son départ pour la Lune. |
| mi-2027             | Artemis III             | Vaisseau Orion                        | Mission avec équipage à destination de la surface de la Lune | NRHO autour de la Lune                            | Space Launch System Bloc 1 | |
| 2027                | PPE et HALO             | Modules de la station lunaire Gateway | Modules de propulsion et habitat | NRHO autour de la Lune                            | Falcon Heavy               | |
| 2028                | Blue Ghost Mission 3    | Atterrisseur lunaire                  | Six expériences. | Mons Gruithuisen Gamma                            | Falcon 9                   | ,. |

#### Le premier débarquement sur la Lune (Artemis III) repoussé
Fin novembre 2023, la Cour des Comptes américaine (GAO) produit un rapport sur l'avancement du programme Artemis qui souligne le retard pris par deux des composants majeurs : le vaisseau lunaire Starship HLS de SpaceX et la combinaison spatiale développée par la société Axiom. Sur la base des métriques fournies par des projets spatiaux antérieurs, le rapport estime que le lancement d'Artemis III - première mission du programme devant déposer des hommes sur la Lune - qui est alors programmé en 2025, ne pourra pas avoir lieu avant début 2027. Le rapport, qui ne prend pas en compte le relatif succès du deuxième vol du Starship de novembre, base son estimation sur les faits suivants : 
- 8 des 13 étapes clés du développement du Starship HLS sont en retard d'au moins 6 mois et jusqu'à 13 mois.
- Le premier vol du Starship qui a lieu en avril 2023 avec 7 mois de retard par rapport au planning a été un échec.
- 2 de ces étapes sont désormais programmées pour 2025 alors qu'il s'agit de l'année de lancement d'Artemis III
- Le lancement des vaisseaux ravitailleurs, la conservation des ergols dans un dépôt spatial et l'opération de ravitaillement elle-même sont des aspects critiques du programme sur lesquels SpaceX a fait peu de progrès.
- La version du moteur Raptor (V3 ?) qui aura la capacité nécessaire à la réalisation de la mission lunaire est encore en phase de développement
- En ce qui concerne la combinaison Axiom, le rapport indique que des fonctionnalités critiques sont en cours de conception car les spécifications initiales de la NASA ont du être modifiées.

En janvier 2024, la NASA, prenant en considération le retard pris dans le développement de ces différents composants, repousse à septembre 2026 le premier débarquement sur la Lune (mission Artemis III).     
Le changement de calendrier concerne également la mission Artemis II qui doit emmener pour la première fois un équipage et qui effectuera le tour de la Lune. Le lancement de cette mission est repoussé d'un an à septembre 2025. En effet l'analyse des données produites durant la mission Artemis I a révélé un comportement non prévu du bouclier thermique qui protège le vaisseau Orion durant la rentrée atmosphérique. Une quantité anormalement élevée de morceaux de ce revêtement ablatif se sont détachés à la fin du premier plongeon du vaisseau dans l'atmosphère dense (Durant la rentrée atmosphérique, pour limiter son échauffement, le vaisseau réduit sa vitesse en effectuant plusieurs plongeons dans l'atmosphère dense avant d'en ressortir). Si un équipage avait été présent dans la cabine il n'aurait couru aucun risque (la température n'a pas augmenté à l'intérieur du vaisseau) mais l'agence spatiale souhaite comprendre ce phénomène avant le lancement d'une nouvelle mission. Par ailleurs la NASA a découvert une erreur de conception dans le circuit d'un épurateur jouant un rôle critique dans le système de support de vie du vaisseau Orion de la mission Artemis III (le même composant du vaisseau Artemis II avait passé les tests sans rencontrer de problème). La NASA, ne voulant prendre aucun risque, décide de remplacer ce composant sur le vaisseau Orion utilisé par Artemis II. Mais cette opération nécessite le démontage de nombreux éléments ce qui implique d’exécuter de nombreux tests une fois ces composants remis en place. La complexité de ces opérations sont les principales raisons du report du lancement.
Le calendrier d’Artemis IV reste inchangé, avec un lancement prévu en 2028. NASA envisage également des modifications du calendrier de la station lunaire Gateway pour mieux s’aligner sur le calendrier d’Artemis IV.    

### Un projet international
Les pays principaux partenaires traditionnels de la NASA dans le domaine du programme spatial habité ont rapidement annoncé leur intention de participer au programme Artemis, la seule exception étant la Russie qui dans le contexte de tensions créés par les événements en Ukraine, décide de ne pas participer au projet et de se rapprocher de la Chine. L'Agence spatiale canadienne prévoit de fournir le bras télécommandé Canadarm 3 de la station spatiale Lunar Gateway. Le Canada dispose d'un budget de 1,5 milliard US$ sur 24 ans pour développer et maintenir cet équipement. L'Italie conclut un accord de coopération en septembre 2020 avec la NASA pour ce programme. Le budget de 1 milliard € porte sur la construction des modules ESPRIT et iHab de la station spatiale lunaire Lunar Gateway. Le même mois, le Japon conclut également un accord pour fournir un vaisseau cargo HTV-X dérivé du HTV, qui sera chargé de ravitailler la station spatiale lunaire ainsi qu'un module d'habitation. Enfin, l'Agence spatiale européenne finance la réalisation du module de service du vaisseau Orion.

### Sélection des astronautes

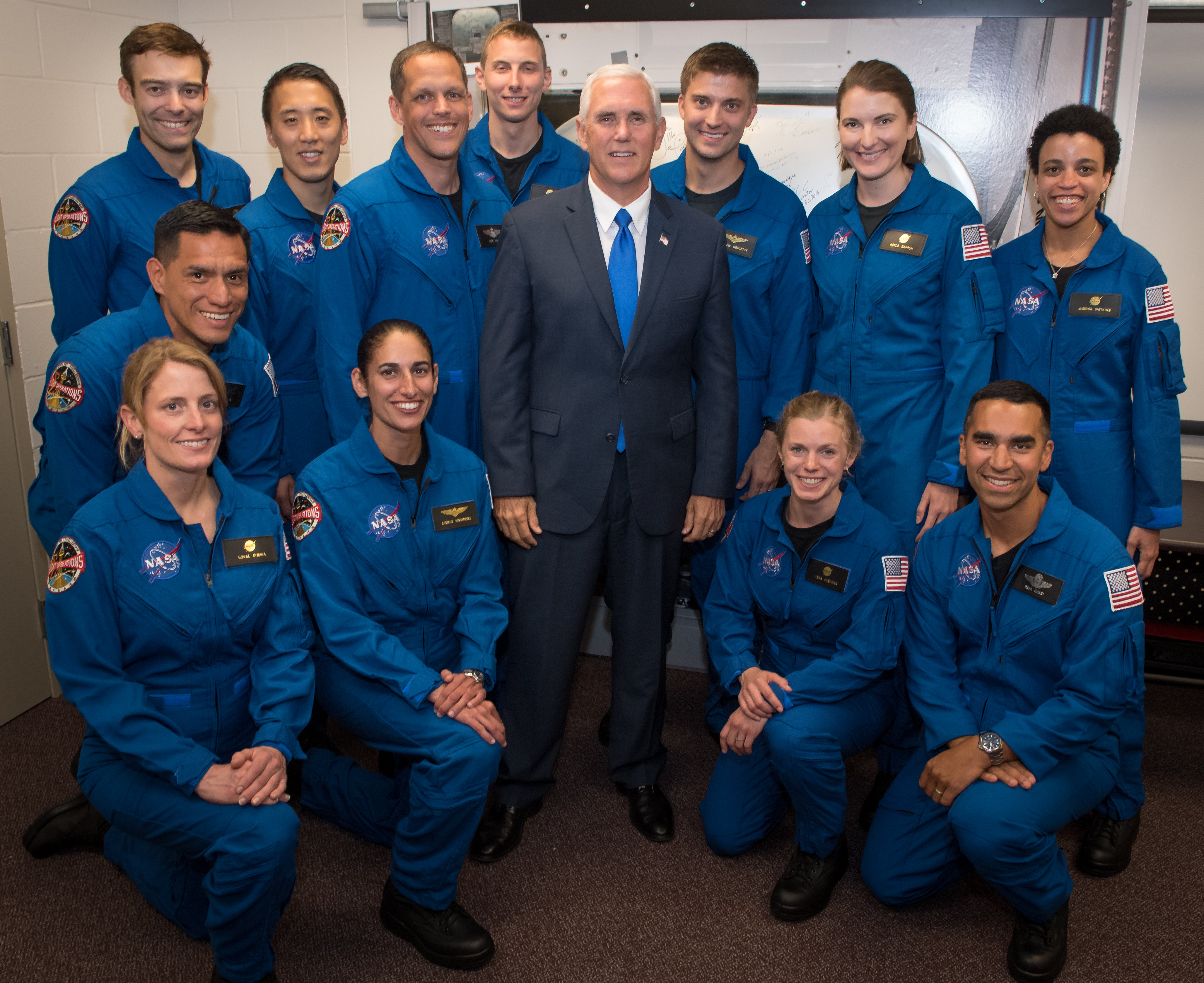
Douze membres du 22e groupe d'astronautes photographiés avec le vice-président Mike Pence.

Les équipages des missions Artemis seront composés d'astronautes des différents pays participant au programme Artemis : américains, japonais, européens, canadiens, etc.
Les membres américains des équipages des premières missions du programme Artemis sont sélectionnés dans le corps des astronautes de la NASA, qui comprend 48 membres (dont 17 femmes) depuis l'intégration au début de 2020 de la promotion 22 (les Turtles, ou « tortues »). Les astronautes de cette promotion comprennent 7 femmes et 6 hommes, 6 civils et 7 militaires. Fin 2020, les 18 astronautes américains (neuf hommes et neuf femmes) qui doivent participer au programme Artemis sont désignés. Huit d'entre eux font partie de la dernière promotion,,,.
L'administrateur de la NASA, Jim Bridenstine, indique en juillet 2019 que le premier équipage à débarquer sur la Lune comprendrait une femme ayant déjà l'expérience d'une mission spatiale, c'est-à-dire ayant fait partie de l'équipage de la Station spatiale internationale. La sélection des équipages des missions Artemis devrait être effectuées au moins deux ans avant leur lancement. L'équipage Artemis II a été annoncé le 3 avril 2023. Il comprend trois Américains et un Canadien :
- commandant : Gregory Reid Wiseman
- pilote : Victor J. Glover
- spécialiste de mission 1 : Christina Koch
- spécialiste de mission 2 : Jeremy Hansen

#### Rôle des astronautes européens
Les astronautes des pays ayant contribué au programme Artemis - principalement le Japon, le Canada et l'Europe - participeront aux missions du programme Artemis. Comme pour la Station spatiale internationale le nombre d'astronautes invités découlera du montant de la contribution de leur pays. L'Europe, qui fournit les modules de service des six premiers vaisseaux Orion ainsi que les modules I-Hab et ESPRIT de la station lunaire Gateway a théroriquement droit à un nombre de sièges  "important". Mais les quatre premiers modules de service Orion ont servi à financer la participation à des missions à bord de la Station spatiale internationale. Les autres fournitures permettent à l'Europe de disposer de trois sièges à bord de missions Artemis. Le premier astronaute européen devrait faire partie de la mission Artemis IV prévue en 2028 mais il devrait rester en orbite contrairement à ses collègues.

## Objectifs
Les objectifs du programme Artemis définis par la NASA sont à la fois scientifiques et techniques.

### Objectifs scientifiques
Le programme Artemis doit contribuer à remplir les objectifs scientifiques assignés par le rapport décennal sur les sciences planétaires produit par le Conseil national de la recherche des États-Unis. Les principaux thèmes du rapport traités par le programme Artemis sont la compréhension des processus planétaires et du cycle des matériaux volatils, la reconstitution de l'histoire de l'impact à l'origine de la formation du système Terre-Lune, la recherche d'éléments fournissant des informations sur le Soleil à ses origines, l'observation de l'univers depuis la Lune, la réalisation d'expériences dans l'environnement lunaire et la recherche de méthodes et d'équipements permettant de réduire les risques courus par les équipages des missions d'exploration planétaire.
Pour remplir ces objectifs la stratégie développée par la NASA dans le cadre du programme Artemis comprend :
- la mise en place d'une logistique, confiée à des sociétés commerciales, permettant de livrer de manière continue à la surface de la Lune des équipements techniques et scientifiques ;
- le développement de moyens de transport permettant de faciliter et d'étendre les investigations scientifiques à la surface de la Lune ;
- la mise en place de partenariats internationaux pour accroitre les opportunités (en particulier pour les instruments et les rovers) ;
- l'utilisation de nano-satellites pour obtenir de nouvelles données scientifiques depuis l'orbite lunaire.

Les astronautes à la surface de la Lune seront chargés de mener des expériences scientifiques :
- étude de la géologie lunaire ;
- collecte d'échantillons de sol qui seront ramenés sur Terre ;
- installation d'instruments chargés de collecter des données sur les caractéristiques de la surface et de la couche de sol superficielle : interférences électromagnétiques, particules chargées, particules neutres ;
- exploration des zones froides de la Lune (terrains perpétuellement à l'ombre) ;
- exploration de la face cachée de la Lune.

### Destination: le pôle Sud de la Lune

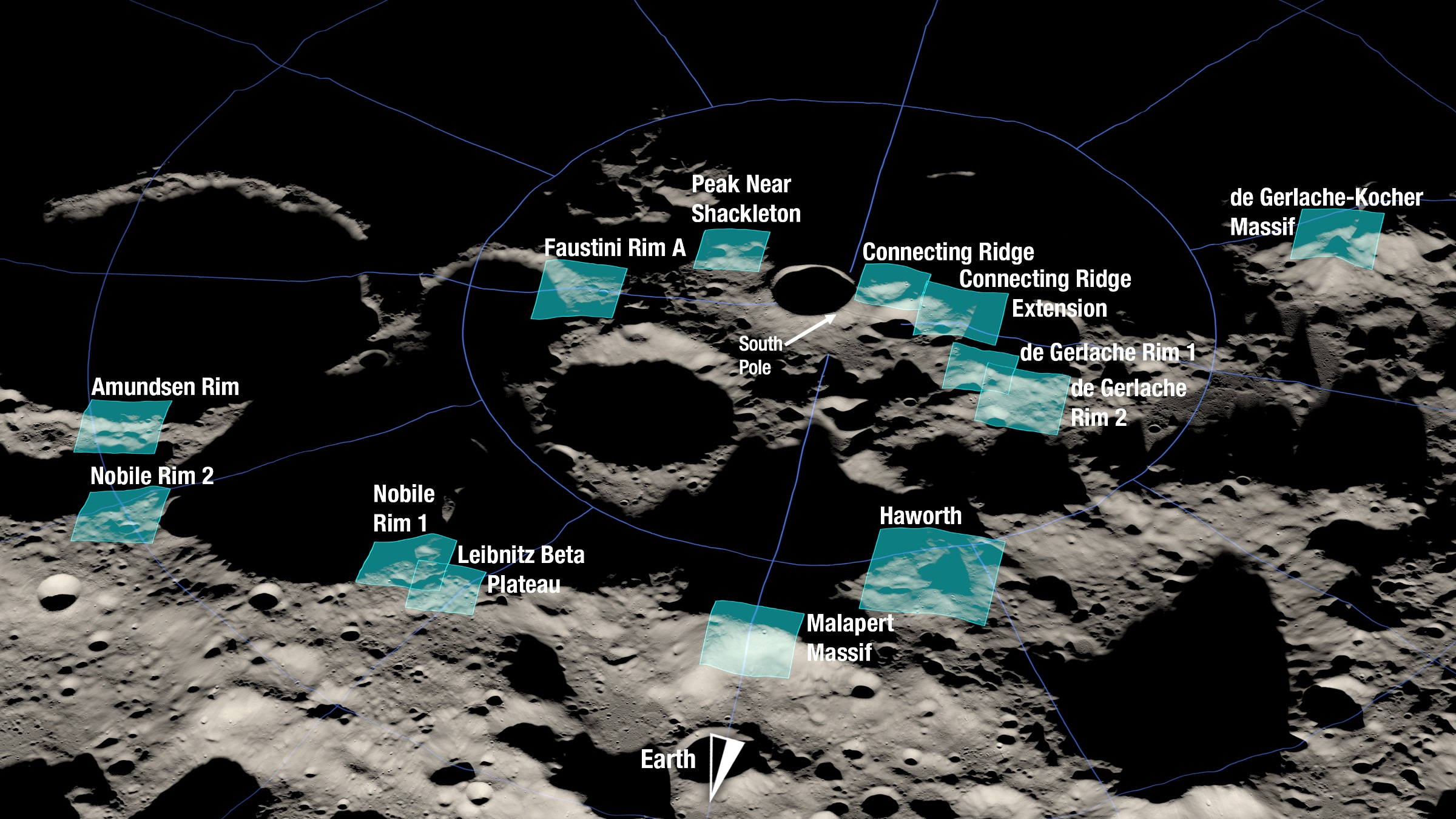
Les 13 sites d'atterrissage potentiels sélectionnés par le comité scientifique de la NASA en aout 2022 pour la mission Artemis III.

Le site d'atterrissage des missions sera situé près du pôle Sud lunaire, car cette région présente un intérêt scientifique important. Mais l'intérêt principal de cette région est qu'elle recèle des stocks d'eau qui peuvent être exploités pour faciliter les séjours prolongés en augmentant l'autonomie des équipages (eau, oxygène) et que par ailleurs le Soleil restant en permanence proche de l'horizon, certains sites situés sur des reliefs sont éclairés en permanence permettent durant la longue nuit lunaire (14 jours) de continuer à produire de l'énergie et d'éviter les chutes de température extrêmes. Toutefois cette position présente également certains inconvénients : la Terre comme le Soleil étant très bas sur l'horizon au niveau du pôle Sud, les communications avec la Terre devront être relayées par la station spatiale lunaire.
Pour la mission Artemis 3, la NASA a sélectionné en août 2022 13 sites d'atterrissage potentiels, tous situés à moins de six degrés de latitude du pôle sud. Les sites ont été choisis par une équipe de scientifiques de l'agence spatiale en utilisant notamment les données collectées par la sonde spatiale Lunar Reconnaissance Orbiter. Les sites retenus prennent en compte les contraintes d'atterrissage du module lunaire Starship HLS.

### Objectifs techniques
La présence continue d'astronautes à la surface de la Lune doit permettre de développer et tester de nouvelles approches, technologies et systèmes qui pourront être utilisés dans des environnements plus difficiles. Les investissements effectués doivent permettre d'abaisser le coût de l'exploration de l'espace profond et permettre de lancer des missions avec équipage vers Mars. Les domaines de recherche présentés comme prioritaires sont :
- l'utilisation des ressources in situ : collecte, traitement, stockage et utilisation de matériaux disponibles à la surface de la Lune et d'autres corps planétaires ;
- production d'énergie à la surface de la Lune permettant de disposer en permanence d'énergie de jour comme de nuit ;
- technologies permettant de diminuer l'impact de la poussière lunaire sur les équipements déployés à la surface de la Lune : caméras, panneaux solaires, combinaisons spatiales et instruments scientifiques ;
- technologies permettant à des robots et à des humains de se déplacer de manière efficace, de s'orienter et d'accéder à des emplacements en surface ou sous la surface inaccessibles jusque là ;
- technologies permettant de fabriquer de manière automatique des matériaux et de construire des installations.

## Équipements

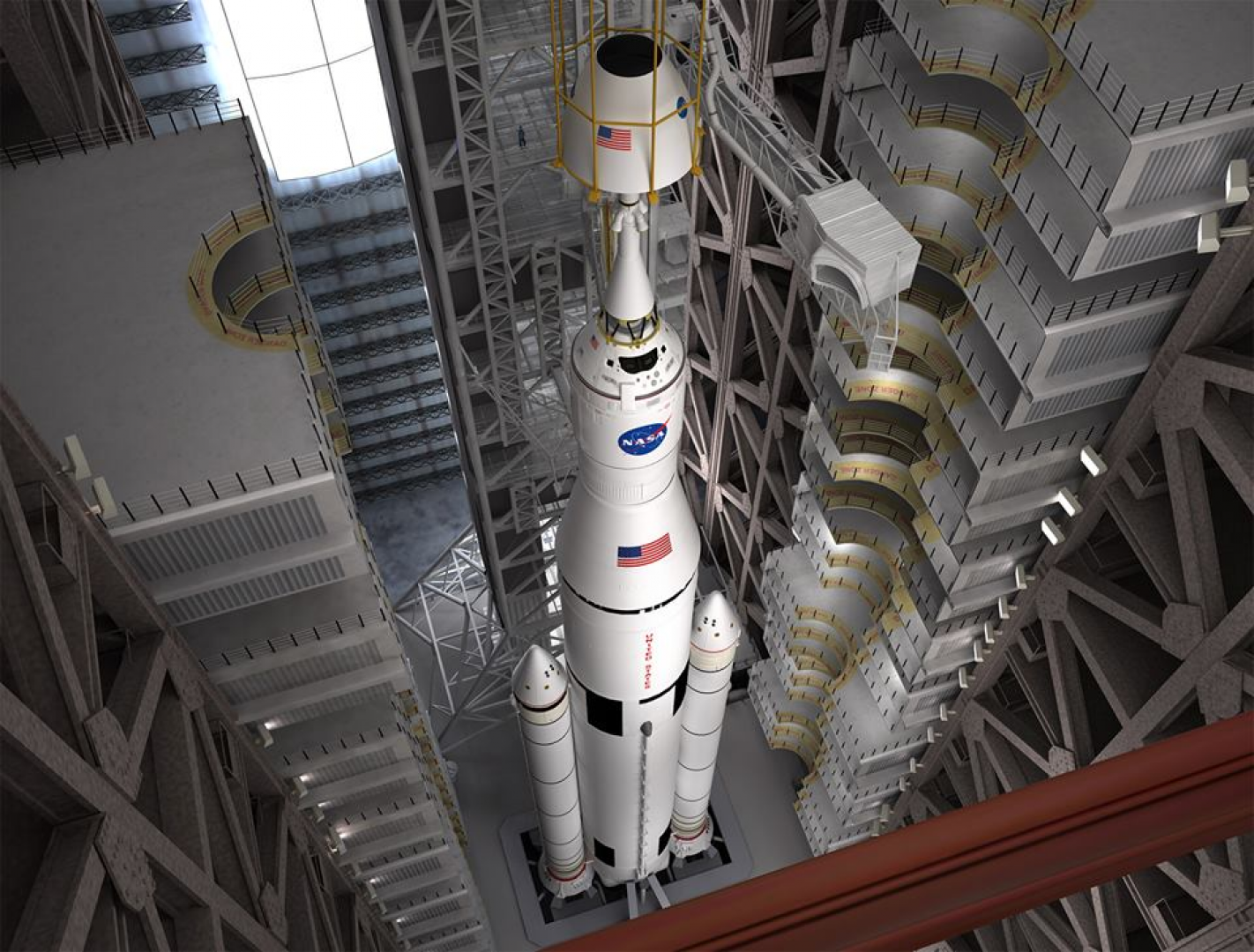
Vue d'artiste du lanceur lourd Space Launch System, qui sera chargé de lancer le vaisseau Orion.

L'architecture de la mission lunaire, telle que définie en mai 2019, repose sur la disponibilité de plusieurs vaisseaux spatiaux : le lanceur lourd Space Launch System, la station spatiale lunaire Lunar Orbital Platform-Gateway, qui joue le rôle de relais entre l'orbite lunaire et la surface de la Lune, le vaisseau Orion, qui est utilisé pour transférer l'équipage entre la Terre et la station spatiale lunaire, et le vaisseau lunaire HLS (Human Landing System), chargé de déposer l'équipage sur le sol lunaire puis de le ramener à la station spatiale. Plusieurs vols de lanceurs commerciaux sont également prévus pour positionner des missions robotiques à la surface du satellite afin de préparer l'arrivée des équipages et de ravitailler la station spatiale lunaire.

### Lanceur lourd SLS
Le lanceur lourd Space Launch System bloc 1, développé principalement par Boeing, permet de placer 26 tonnes en orbite lunaire. Il est chargé de lancer le vaisseau Orion avec l'équipage à bord. Huit des 37 lancements prévus d'ici 2028 pour le programme Artemis sont pris en charge par ce lanceur. Son premier vol a eu lieu avec succès le 16 novembre 2022. La version bloc 1 comprend un premier étage dérivé du réservoir externe de la navette spatiale américaine et propulsé par quatre moteurs-fusées RS-25E version dérivée de moteurs de la navette spatiale. Au décollage la poussée est principalement fournie par deux propulseurs d'appoint à propergol solide à cinq segments, directement dérivés des Solid Rocket Boosters (SRB) de la navette spatiale, qui n'avaient eux que quatre segments. Le deuxième étage ICPS (Interim Cryogenic Propulsion Stage) est dérivé du second étage du lanceur Delta IV, est propulsé par un unique moteur-fusée à ergols liquides RL-10B2, brûlant un mélange d'hydrogène liquide et d'oxygène liquide.

### VaisseauOrion

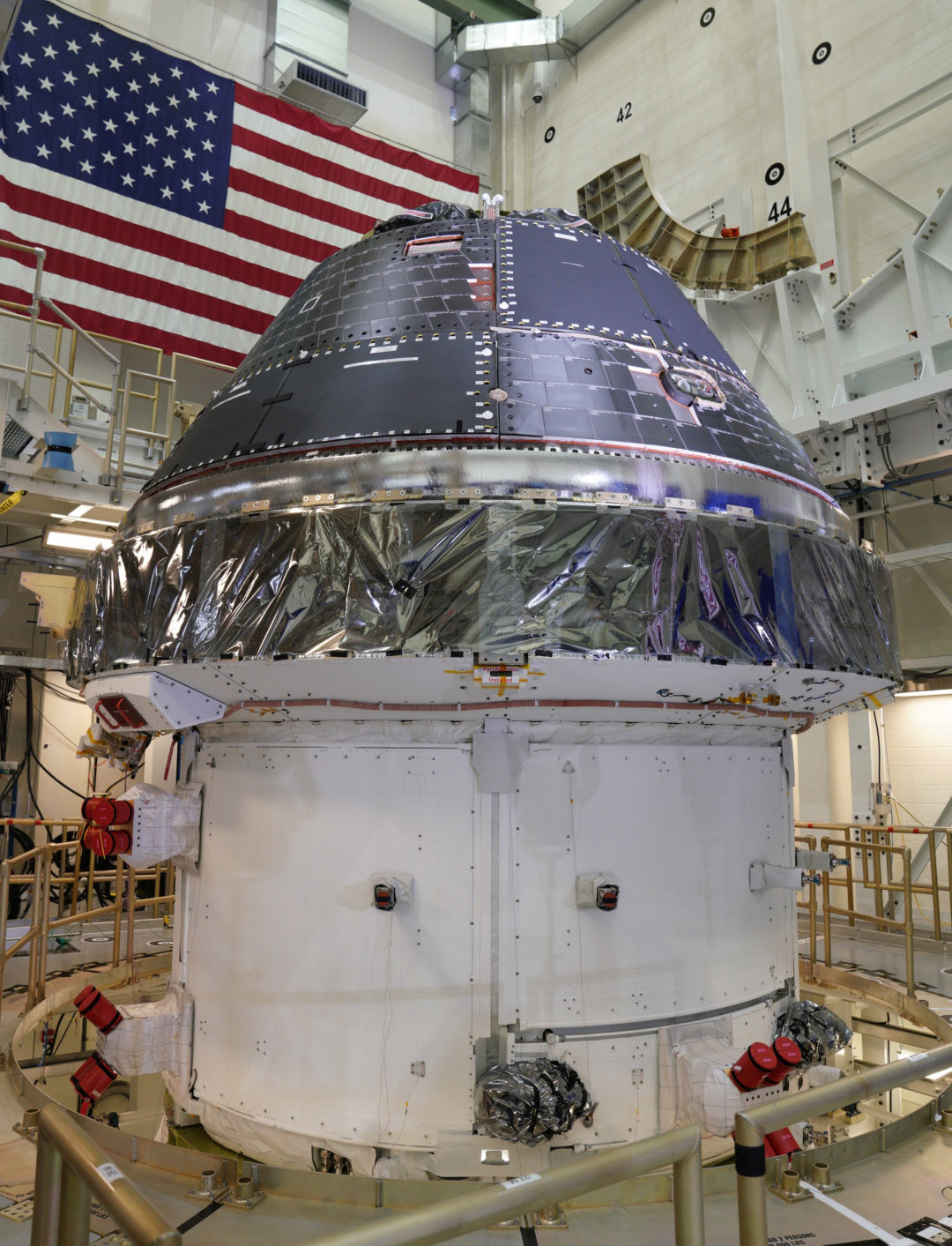
Le vaisseau Orion de la mission Artemis I.

Le vaisseau spatial Orion est chargé de transporter l'équipage entre la Terre et la station spatiale lunaire à l'aller comme au retour. Contrairement aux vaisseaux américains développés récemment, il dispose de la capacité à aller au-delà de l'orbite terrestre basse : bouclier thermique permettant de résister à une vitesse de rentrée atmosphérique de 11 km/s, capacité de manœuvre importante, protection thermique adaptée au trajet interplanétaire, habitacle permettant un séjour long de l'équipage, etc. Il reprend l'architecture du vaisseau Apollo avec un module de commande en forme de cône contenant l'habitacle dans lequel séjourne l'équipage et un module de service dans lequel est rassemblé tout ce qui n'est pas nécessaire au retour sur Terre. Ce dernier module est largué avant la rentrée atmosphérique. L'ensemble a une masse de 26 tonnes dont 15,5 tonnes pour le module de service. Contrairement au vaisseau Apollo, il utilise des panneaux solaires pour la fourniture d'énergie. Il dispose d'un système d'amarrage similaire à celui de la navette spatiale américaine. Il dispose d'une quantité d'ergols nettement inférieure à celle d'Apollo ce qui ne lui permet pas de se placer sur une orbite lunaire basse comme le vaisseau Apollo (delta-V de 1 340 m/s contre 2 800 m/s) (il s'amarre à la station spatiale lunaire qui est placée sur une orbite haute qui permet d'économiser un delta-V d'environ 1 500 m/s). Le vaisseau Orion est conçu pour se poser sur l'eau à son retour sur Terre. Il peut emporter quatre personnes pour une mission d'une durée de trois semaines.
| Caractéristiques              | Orion (Artemis II) | Apollo              | Soyouz            |
| ----------------------------- | ------------------ | ------------------- | ----------------- |
| Longueur                      | ~8,14 m            | 11,03 m             | 7,48 m            |
| Diamètre max                  | 5,03 m             | 3,9 m               | 2,72 m            |
| Envergure                     | 18,8 m             | 3,9 m               | 10,06 m           |
| Masse totale (ergols)         | 25,85 t (?)        | 30,33 t (18,5 t)    | 7,25 t (0,9 t)    |
| Volume pressurisé / habitable | 19,56 m3 / 8,95 m3 | / 6,17 m3           | / 9 m3            |
| Delta-V                       | 1 340 m/s          | 2 800 m/s           | 390 m/s           |
| Source énergie                | Panneaux solaires  | Piles à combustible | Panneaux solaires |
| Production énergie            | 11 kW              | 0 kW                | 0,6 kW            |
| Durée mission                 | 21 j               | 14 j                | 14 j              |
| Taille équipage               | 4                  | 3                   | 3                 |
| Zone d'atterrissage           | Mer                | Mer                 | Terre             |

### Station spatiale lunaire
La station spatiale lunaire Lunar Gateway sert de relais entre la Terre et la surface de la Lune. Elle ne constitue pas un élément obligatoire pour les premières missions vers le sol lunaire : dans le cahier des charges du vaisseau lunaire HLS, un rendez-vous en orbite lunaire entre le vaisseau Orion et le HLS est une possibilité pour laquelle le candidat peut opter. En revanche, pour les missions dites durables à compter de 2026, la station lunaire devient obligatoire, notamment pour permettre la réutilisation de tout ou partie du vaisseau lunaire. Pour les premières missions du programme Artemis, la priorité est donnée aux deux modules nécessaires pour les missions qui doivent se dérouler sur le sol lunaire :
- le module PPE (Power and Propulsion Element) produit l'énergie de la station et dispose d'un système propulsif principal utilisant des moteurs ioniques. Les panneaux solaires dont il est équipé fournissent 50 kW. Le module dispose également de systèmes de télécommunications permettant d'assurer la liaison avec la Terre d'une part et la surface de la Lune d'autre part. La construction de ce module a été confiée en mai 2019 à la société Maxar Technologies (autrefois SSL) pour un montant de 375 millions US$. Le module doit être mis à disposition pour un lancement fin 2022[28] ;
- le module d'habitation HALO (Habitation and Logistics Outpost), également baptisé MHM (Minimal Habitation Module), est développé par la société Northrop Grumman. Il s'inspire du cargo spatial Cygnus. De forme cylindrique, il comporte deux ports d'amarrage radiaux pour permettre l'amarrage du vaisseau Orion et des cargos chargés du ravitaillement, et deux autres ports d'amarrage dans l'axe pour se fixer aux autres modules de la station spatiale. Le module pressurisé dispose d'un système de communications, d'un système de support de vie permettant à un équipage de quatre personnes de vivre durant 30 jours dans le volume fourni par ce module et le vaisseau Orion. Le module HALO doit être fourni par Northrop Grumman de manière à permettre son lancement fin 2023[30].

La station spatiale est placée sur une orbite autour de la Lune dite NRHO (Near Rectilinear Halo Orbit). C'est une orbite de halo dont la période orbitale est de 6,5 jours, le périlune (le point le plus proche de la Lune) est de 3 366 km et l'apolune de 70 000 km. Cette orbite est sélectionnée parce qu'elle présente plusieurs avantages, :
- elle permet à la station spatiale d'être en permanence visible de la Terre, c'est-à-dire que celle-ci n'est jamais masquée par la Lune. Les liaisons radio ne sont donc jamais interrompues ;
- il n'y a aucune éclipse du Soleil par la Terre. Celles-ci sont les plus gênantes car elles peuvent atteindre une durée de 2,6 heures (éclipse totale), ce qui dépasse les capacités des batteries du vaisseau Orion et de la station spatiale lunaire (les batteries doivent prendre le relais des panneaux solaires durant les éclipses) ;
- elle comporte quelques éclipses du Soleil par la Lune chaque année mais leur durée n'excède pas 80 minutes ;
- elle est instable, mais elle ne nécessite que de petites corrections : la correction de vitesse nécessaire pour la maintenance de l'orbite est de 1,86 mm/s par orbite. Cette valeur ne prend pas en compte les perturbations diverses que subit tout engin spatial dans l'espace, quelle que soit sa trajectoire, en particulier la pression solaire.

Station spatiale lunaire
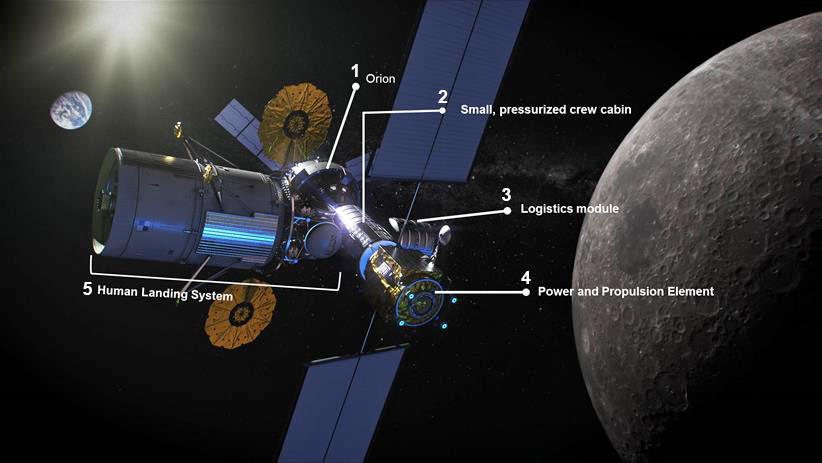
La station spatiale lunaire sera en 2024 limitée à deux modules : le module d'habitation HALO (2 sur le schéma) et le module qui fournit l'énergie et la propulsion PPE (4). Sur le schéma sont amarrés les autres vaisseaux impliqués dans les premières missions Artemis : un vaisseau de ravitaillement (3), le vaisseau Orion (1) et le vaisseau lunaire (5) qui doit déposer l'équipage sur le sol.
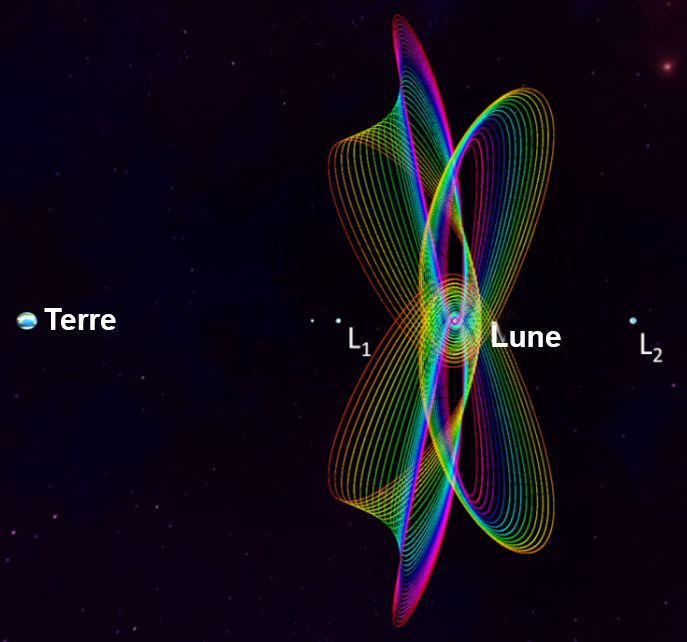
La station spatiale lunaire est positionnées sur une orbite NRHO. Ce schéma montre les différentes orbites NRHO L1 et L2 Nord et sud. L'orbite retenue est une L2 sud.

### Vaisseau lunaire
Le vaisseau lunaire HLS (Human Landing System) a pour rôle de déposer deux astronautes sur le sol lunaire dans la première phase du projet Artemis. À la surface il sert d'habitat durant la mission d'une durée initiale d'environ une semaine puis il ramène l'équipage en orbite lunaire où celui-ci est transféré dans le vaisseau Orion qui le ramène sur la Terre.

#### Cahier des charges
Pour remplir ces objectifs la NASA préconise une architecture comprenant trois modules qui permet de limiter la masse de chaque module à moins de 15 tonnes, ce qui la rend compatible avec le positionnement autour de la Lune par des véhicules commerciaux (la version à deux modules similaire au module Apollo aurait une masse de 9 à 12 t (module de remontée) + 32-38 t (module de descente), :
- un module propulsif qui est uniquement chargé d'abaisser l'orbite des deux autres modules. D'une masse de 12 à 15 tonnes, il permet une modification de la vitesse de 850 m/s. Il est éventuellement réutilisable dans le cas des missions « durables » ;
- un module de descente qui après largage du module propulsif est chargé d'annuler la vitesse horizontale et de déposer le module habitable (module de remontée) sur le sol lunaire. D'une masse de 15 à 16 tonnes, il permet une modification de la vitesse de 2 000 m/s. Il pourrait être également utilisé dans une autre configuration pour déposer du fret sur le sol lunaire ;
- un module de remontée/module habitable qui sert d'habitat à l'équipage de quatre astronautes (c'est le seul module pressurisé de l'ensemble) et qui dispose d'une propulsion lui permettant de remonter en orbite. D'une masse de 9 à 12 tonnes, il permet une modification de la vitesse de 2 850 m/s. Après la remontée du sol lunaire, il peut être réutilisé après avoir été ravitaillé en consommables.

Le cahier des charges de la NASA précise les principales caractéristiques du vaisseau HLS. Deux versions successives du vaisseau doivent être construites la version non réutilisable 2024 capable de transporter deux astronautes et devant séjourner durant la journée lunaire et la version définitive utilisée à partir de 2026 pouvant transporter trois à quatre astronautes et permettant de survivre à une nuit lunaire.
| Caractéristique                              | Exigences pour la mission de 2024 | Exigences pour les missions postérieures à 2026 |
| -------------------------------------------- | --- | --- |
| Équipage                                     | 2 personnes | 3 à 4 personnes |
| Capacité de manœuvre                         | Permet d'effectuer un aller-retour entre l'orbite lunaire et un site situé entre les latitudes 84 et 90° sud Capacité à interrompre la mission Atterrissage automatique à la surface de la Lune Rendez-vous et amarrage automatique à la station spatiale et au vaisseau Orion | Permet d'effectuer un aller-retour entre l'orbite lunaire et un site situé entre les latitudes 84 et 90° sud Capacité à interrompre la mission Atterrissage automatique à la surface de la Lune Rendez-vous et amarrage automatique à la station spatiale et au vaisseau Orion |
| Fiabilité                                    | 97,5 % avec au minimum deux sorties extravéhiculaires (non réutilisable) | 98 % par mission, 87 % sur une période de 10 ans (>= 5 missions) |
| Précision à l'atterrissage                   | 100 m. | 100 m. |
| Site d'atterrissage                          | Éclairé en permanence | > 50 heures de nuit continue (objectif 191 heures) |
| Durée du séjour                              | dans le module huit jours terrestres À la surface de la Lune 6,5 jours | |
| Sorties extravéhiculaires                    | durée > 4 h. Nombre > 2 | durée > 8 h. Nombre = 5 |
| Charge utile déposée à la surface de la Lune | > 865 kg dont combinaison xEMU 373 kg Nourriture 59 kg Équipage 175 kg | > 1 595 kg |
| Autre charge utile à l'atterrissage          | au minimum 80 kg d'instrumentation dont 10-20 kg pour les caméras et instruments dans l'habitacle | voir supra |
| Charge utile au décollage                    | > 525 kg dont combinaison xEMU 167 kg Nourriture 18 kg Equipage 175 kg | > 1 070 kg |
| Autre charge utile au décollage              | au minimum 15 kg (cible 100 kg) | voir supra |

#### Caractéristiques techniques de l'atterrisseur Starship HLS de SpaceX
Le vaisseau lunaire Starship HLS développé par SpaceX retenu pour les premiers vols est un engin mono-module (pas d'étage de descente et de remontée séparés) dérivé de son vaisseau Starship. Il doit être placé sur une orbite terrestre par un étage Starship sur une orbite basse puis ravitaillé sur cette orbite par plusieurs vaisseaux Starship avant de gagner sans équipage la Lunar Gateway en orbite lunaire. Une fois le vaisseau amarré à la station il récupère l'équipage qui y a été amené par le vaisseau Orion. Le vaisseau Starship lunaire se pose sur la Lune puis redécolle également par ses propres moyens. Le vaisseau se distingue des deux autres par le fait qu'il remplit immédiatement les exigences de réutilisabilité prévue par la NASA dans le cadre de la deuxième phase du programme Artemis. Mais cela s'accompagne d'une grande complexité.
Courant 2022, les caractéristiques précises du Starship HLS ne sont pas connues. Le vaisseau spatial a une masse totale d'environ 1320 tonnes et sera capable d'amener sur le sol lunaire une charge utile de 100 tonnes et de ramener une masse identique en orbite. Contrairement au module lunaire Apollo, c'est l'ensemble du vaisseau qui remonte en orbite. Le vaisseau HLS est haut de 50 mètres pour un diamètre de 9 mètres. Sa propulsion primaire est constituée par 6 moteurs Raptor 2 montés à son extrémité qui sont utilisés pour le transit entre la Terre et la Lune, l'injection en orbite lunaire, la descente vers le sol lunaire et la remontée en orbite. Des moteurs de poussée moindre placés sur le corps du lanceur sont utilisés à proximité du sol lunaire pour limiter les jets de poussière. Le vaisseau permet le séjour sur la Lune d'un équipage durant au moins 100 jours. Étant donné que le Starship HLS ne reviendra pas sur Terre comme les autres versions du vaisseau spatial Starship, il n'est pas équipé d'un bouclier thermique ni des ailerons utilisés sur les autres versions du Starship pour la rentrée dans l'atmosphère terrestre.

#### Caractéristiques techniques de l'atterrisseur lunaire Blue Moon  de Blue Origin
Le développement de l'atterrisseur Blue Moon débute officiellement en mai 2019 mais ses caractéristiques ont été révisées à plusieurs reprises. sélectionné en mai 2023 par la NASA pour déposer l'équipage de la mission Artemis V à la surface de la Lune. Ce premier vol opérationnel est programmé en 2029. Le vaisseau a été retenu par la NASA pour constituer une alternative au vaisseau Starship HLS de SpaceX qui sera utilisé pour déposer les équipages des deux premières missions du programme Artemis à la surface de la Lune. Le développement de l'atterrisseur Blue Moon débute officiellement en mai 2019 sur mais ses caractéristiques ont été révisées à plusieurs reprises. Blue Moon dans sa dernière version a une masse de 45 tonnes (16 tonnes sans les ergols et la charge utile transportée). Le vaisseau spatial a une hauteur de 16 mètres et un diamètre en position repliée inférieure à 7 mètres (diamètre de la coiffe du lanceur New Glenn). Il présente deux caractéristiques qui le démarquent des modèles concurrents : d'une part la propulsion assurée par un moteur-fusée BE-7 utilisant de l'hydrogène liquide, un ergol très efficace mais difficile à conserver durablement et d'autre part le module contenant l'équipage est placé sous les réservoirs d'ergols. Cette disposition doit faciliter l'accès au sol de l'équipage. Comme son concurrent Starship HLS la mise en œuvre de Blue Moon nécessite plusieurs lancements. Il est placé en orbite par la fusée lourde New Glenn et vient s'amarrer à la station spatiale lunaire Deep Space Gateway. Là il est ravitaillé en ergols par un remorqueur spatial qui nécessite lui-même un certain nombre de tirs du même lanceur lourd. L'équipage amené par le vaisseau Orion jusqu'à la station spatiale lunaire embarque alors. Blue Moon descend à la surface de la Lune et y reste durant une semaine avant de décoller pour venir s'amarrer à la station spatiale pour y débarquer son équipage,.

### Astromobile LTV

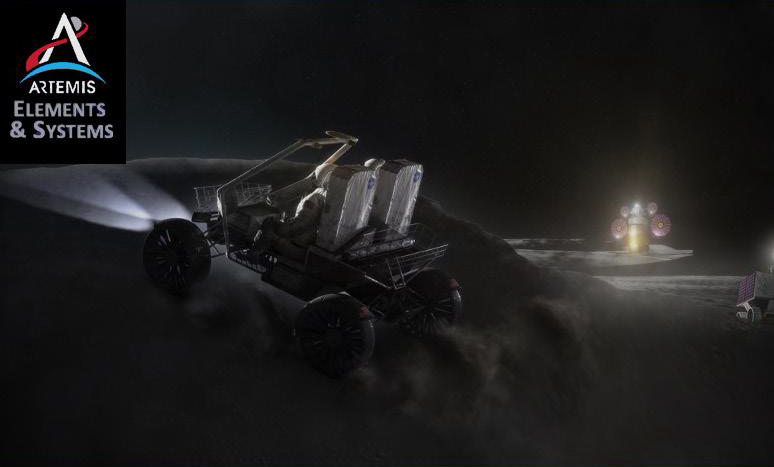
L'astromobile LTV à la surface de la Lune (vue d'artiste).

Le Lunar Terrain Vehicle (LTV) est un astromobile non pressurisé qui sera utilisé pour explorer la surface lunaire et pourra embarquer deux astronautes équipé avec leur combinaison spatiale ainsi que 250 kilogrammes d'instruments et d'équipements pour des déplacements de courte durée. Il pourra fonctionner sans équipage à bord (télécommandé depuis la Terre ou la Lune). Il présente des fonctionnalités mixant celles du rover lunaire Apollo (emport de l'équipage) et celles des engins de type robot comme Curiosity (emport d'instruments scientifiques actifs et d'un bras manipulateur télécommandé). Il sera capable de fonctionner de manière continue durant 8 heures, de réaliser des expéditions de 20 kilomètres et de survivre aux nuits lunaires. La NASA a décidé de sous-traiter complètement la conception et la réalisation de ce véhicule et son transport jusqu'à la surface de la Lune. Le constructeur doit être sélectionné durant l'été 2023. L'engin devra être livré sur le sol lunaire en aout 2028 pour pouvoir être utilisé par l'équipage de la mission Artemis V.

### Habitat lunaire

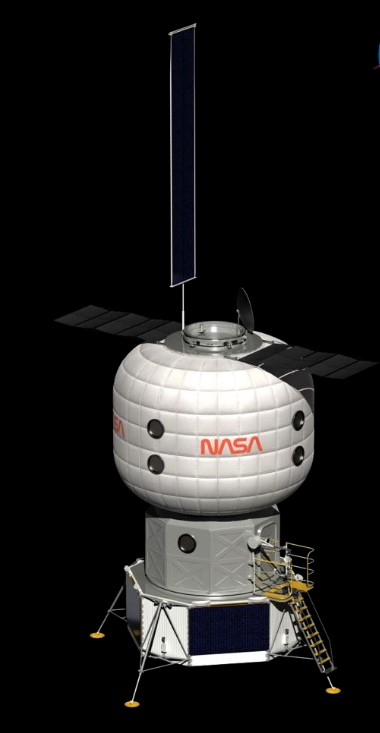
Le module d'habitation lunaire LSH posé sur l'étage ayant servi à son atterrissage (vue d'artiste de 2021). Compte tenu de son implantation au pôle sud, les panneaux solaires sont verticaux tandis que les radiateurs sont horizontaux.

Le Lunar Surface Habitat (LSH) est un habitat partiellement gonflable de 12 tonnes qui permettra d'accueillir de deux à quatre astronautes dans un volume habitable de 175 m³ durant 30 à 60 jours. L'habitat de surface LSH doit permettre aux astronautes de séjourner durant de longues périodes (un à deux mois) à la surface de la Lune. Il doit être conçu, contrairement au module lunaire Apollo, pour survivre à la longue nuit lunaire (éclipse de plus de 100 heures), durant laquelle la température chute de manière importante et la source d'énergie fournie par le Soleil n'est plus disponible. Positionné au pôle sud il doit être également prendre en compte un éclairage systématiquement rasant. Il remplit les fonctions suivantes : Lieu de séjour, centre de télécommunications, atelier de réparations des équipements utilisés durant les sorties extravéhiculaires, recyclage des déchets et consommables, lieu de stockage . Selon le planning en vigueur en novembre 2022, l'agence spatiale prévoit son lancement par la mission Artemis VIII en 2031.

### Production d'énergie
L'énergie nécessaire à la base lunaire installée à la surface de la Lune sera fournie en premier lieu par des panneaux solaires. Mais pour pouvoir produire suffisamment d'énergie durant les longues nuits lunaires (sa durée dépendra de la localisation de la base lunaire mais pourrait aller jusqu'à 14 jours terriens), la NASA envisage le recours à une centrale nucléaire à fission capable de fournir environ 40 kilowatts. La NASA a mis au point et testé sur Terre un réacteur de ce type dans le cadre du projet Kilopower qui s'est achevé en 2018. Le réacteur KRUSTY (Kilopower Reactor Using Stirling Technology), de un kilowatt de puissance, comprenait un cœur constitué d'uranium 235 de la taille d'un rouleau de papier essuie-tout. La chaleur produite était transféré par un caloduc utilisant du sodium fondu circulant de manière passive (sans pompe) à des moteurs Stirling chargés de la convertir en électricité,. Pour développer un système opérationnel, la NASA et le département de l'Énergie des États-Unis ont sélectionné en juin 2022 trois sociétés. Chacune a reçu 5 millions US$ pour détailler en 12 mois son projet de centrale nucléaire. Ces sociétés sont l'établissement de Lockheed Martin situé à Bethesda (Maryland), la coentreprise IX réunissant Intuitive Machine et X-Energy implantée à Houston (Texas), l'établissement de Westinghouse situé à Cranberry Township (Pennsylvanie).

Prototype et vue d'artiste d'une centrale nucléaire à la surface de la Lune
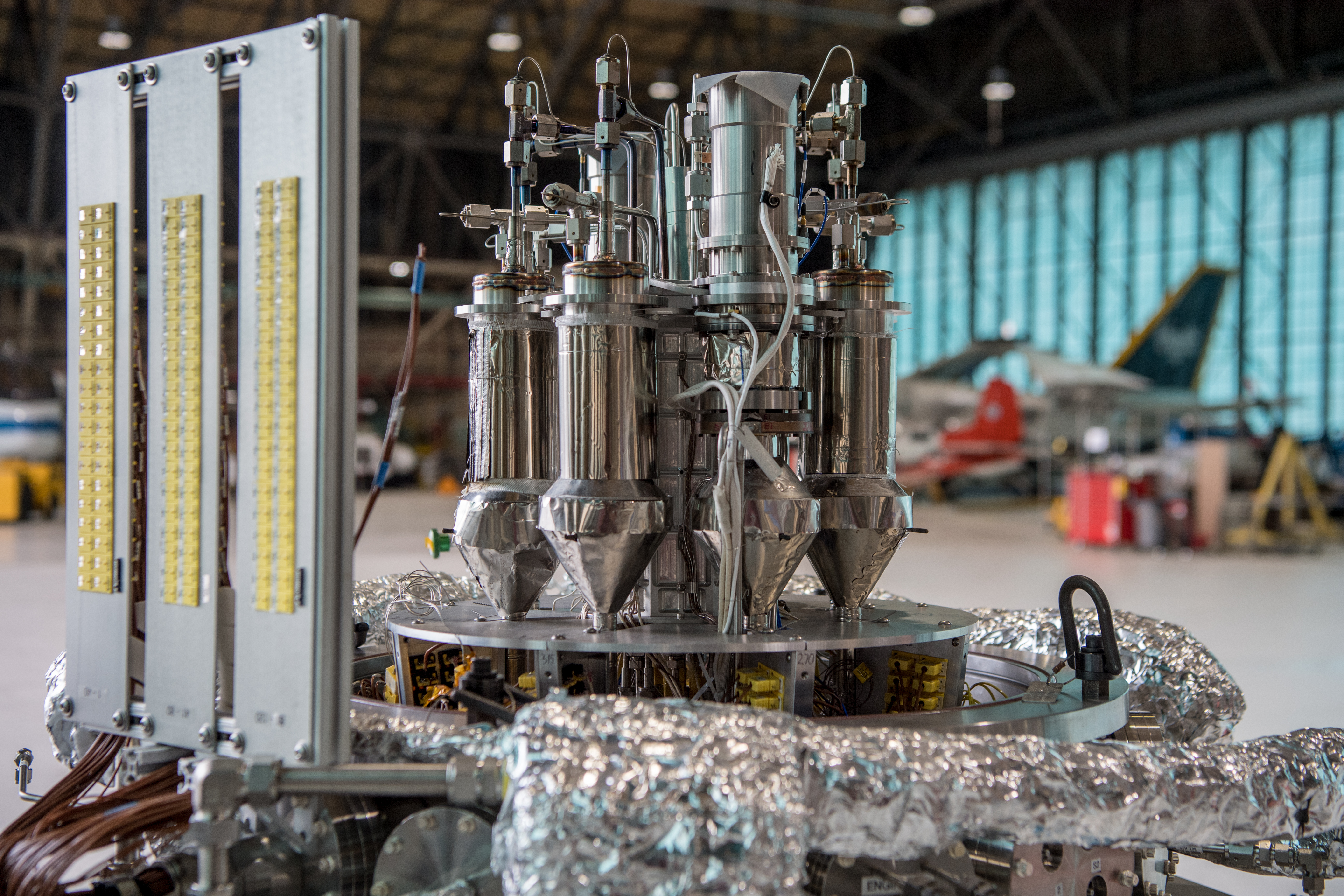
Le réacteur KRUSTY du projet expérimental Kilopower destiné à tester la production d'énergie à la surface de la Lune par un réacteur à fission.
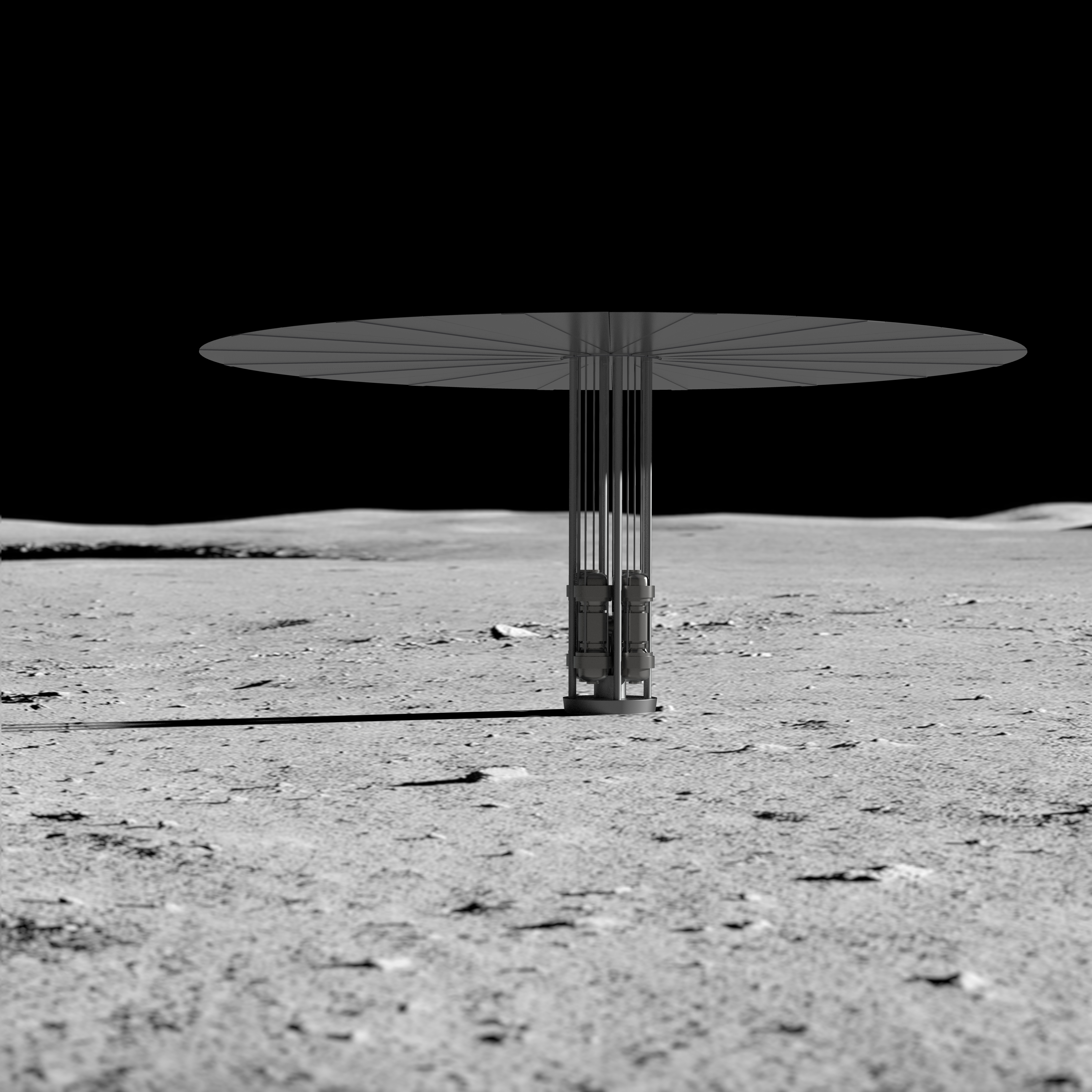
Une centrale à fission inspiré du projet Kilopower à la surface de la Lune (vue d'artiste).

### Combinaisons spatiales

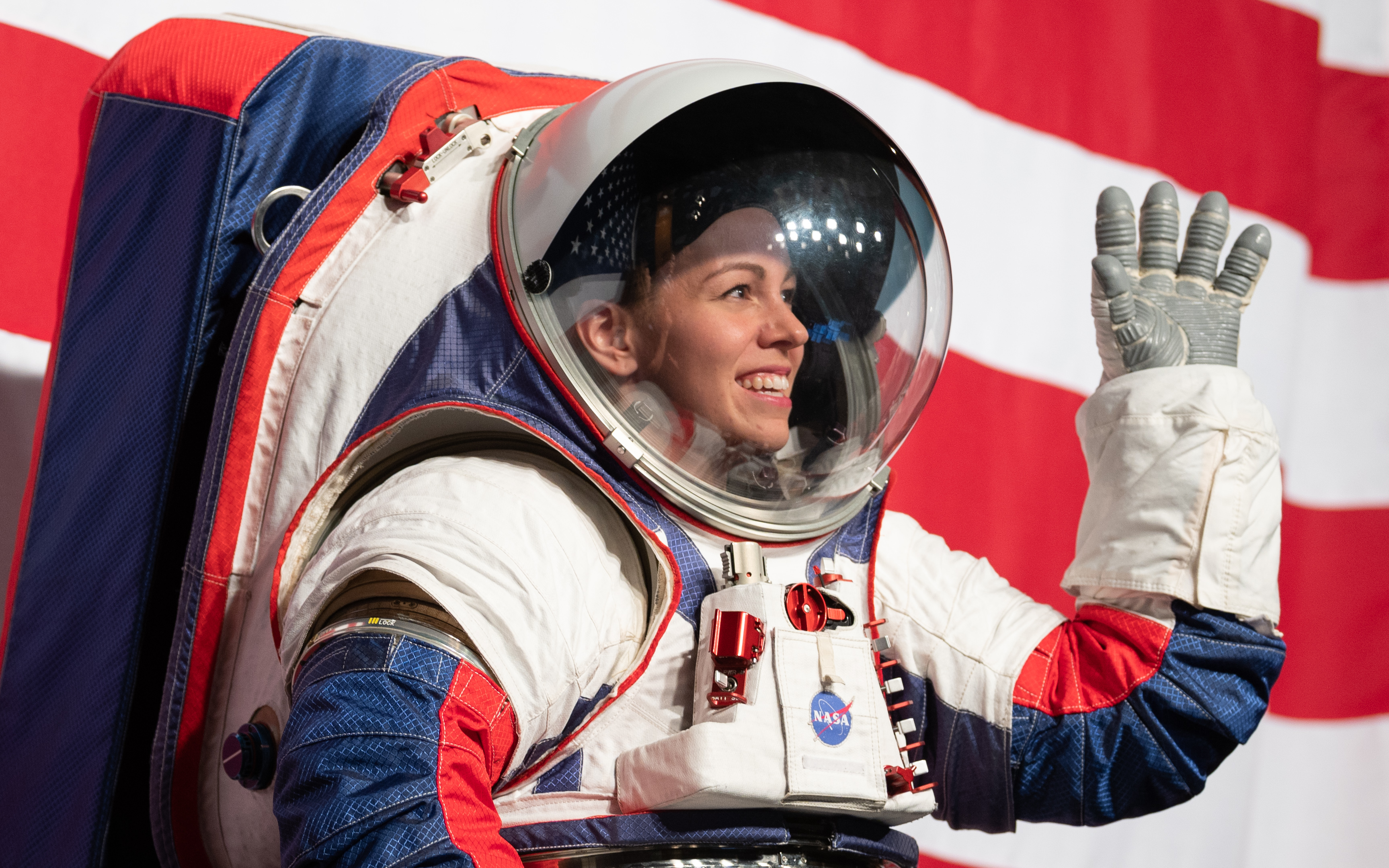
Prototype de la combinaison spatiale xEMU utilisée pour les sorties extravéhiculaires.

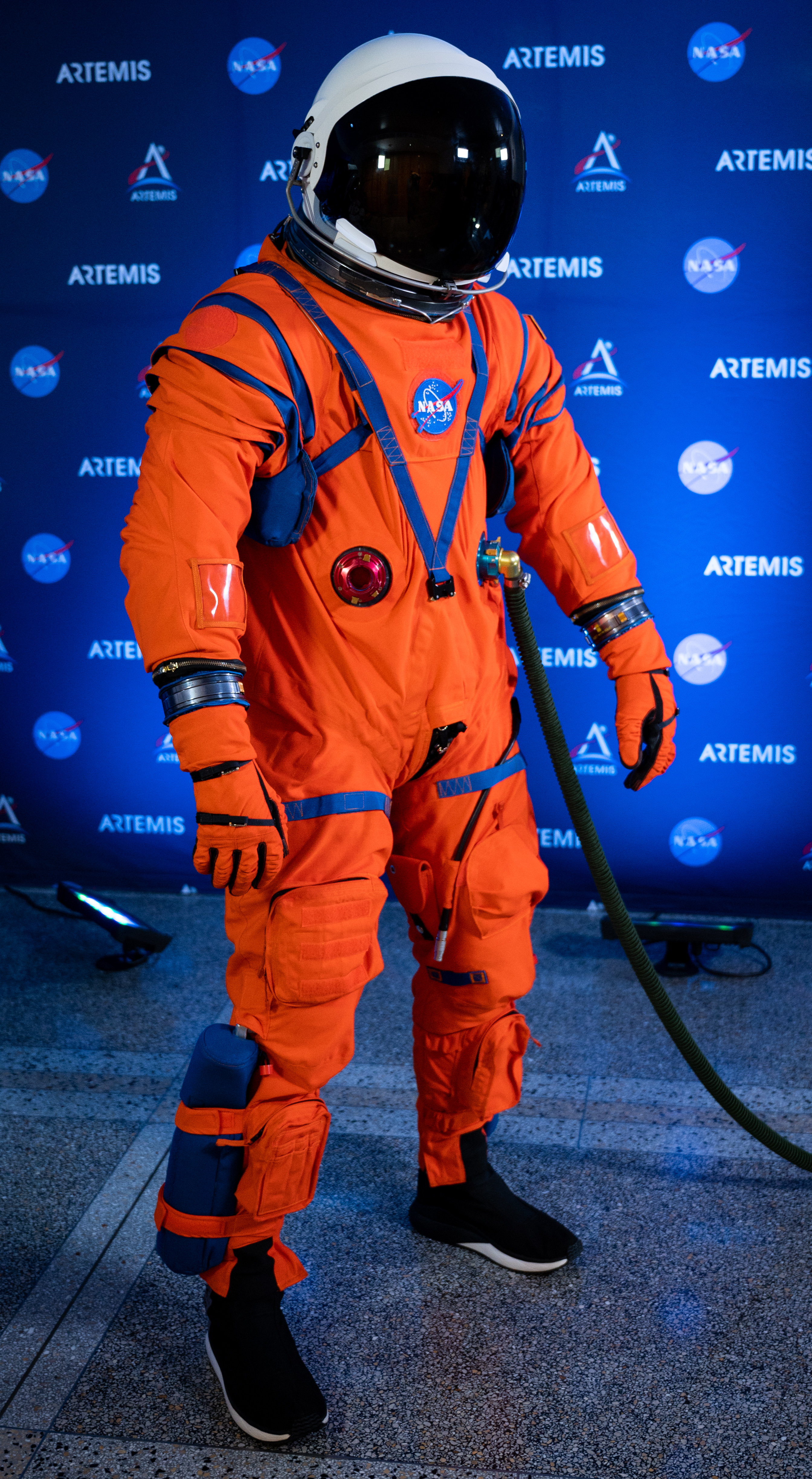
Suite OCSS utilisée lors du lancement et de la rentrée atmosphérique.

Deux types de combinaison spatiale sont mis au point pour le programme Artemis.
La combinaison spatiale OCSS (Orion Crew Survival System) est portée par les astronautes dans le vaisseau Orion durant le décollage et la phase de rentrée atmosphérique. Étanche (elle comporte un casque), elle permet de survivre en cas de décompression accidentelle et est traditionnellement de couleur orange pour faciliter le repérage des astronautes après leur amerrissage à la suite de leur retour sur Terre. Ses caractéristiques sont proches de celles des combinaisons spatiales utilisées pour les missions vers la station spatiale internationale. Mais contrairement à celles-ci chaque combinaison spatiale est taillée aux dimensions exactes de son porteur. Les zones de frottement ont été retravaillées, les gants permettent un meilleur toucher et les bottes fournissent une meilleure protection contre le feu tout en étant plus confortable.
La combinaison spatiale AxEMU (Exploration Extravehicular Mobility Unit) est portée par les astronautes durant leurs sorties extravéhiculaires à la surface de la Lune. De nombreuses améliorations ont été apportées par rapport aux combinaisons spatiales portées par les équipages de la Station spatiale internationale lors de leurs sorties dans l'espace et aux combinaisons des astronautes du programme Apollo. La combinaison est mieux protégée contre la contamination corrosive de la poussière lunaire. La miniaturisation de l'électronique a permis de dupliquer la plupart des systèmes vitaux ce qui permet de réduire les risques et d'envisager des sorties de plus longue durée. Elle est capable de résister à des températures extrêmes comprises entre −250 °C et +250 °C. L'xEMU permet une meilleure agilité grâce à des articulations repensées qui limitent également les efforts fournis par l'astronaute. Le nouveau système micro/écouteurs, amélioré pour une meilleure qualité audio, permet de supprimer l'inconfortable casquette snoopy. Les astronautes enfilent la combinaison spatiale en rentrant par une porte située à l'arrière de celle-ci reprenant le dispositif des combinaisons russes Orlan.

### Installations au sol

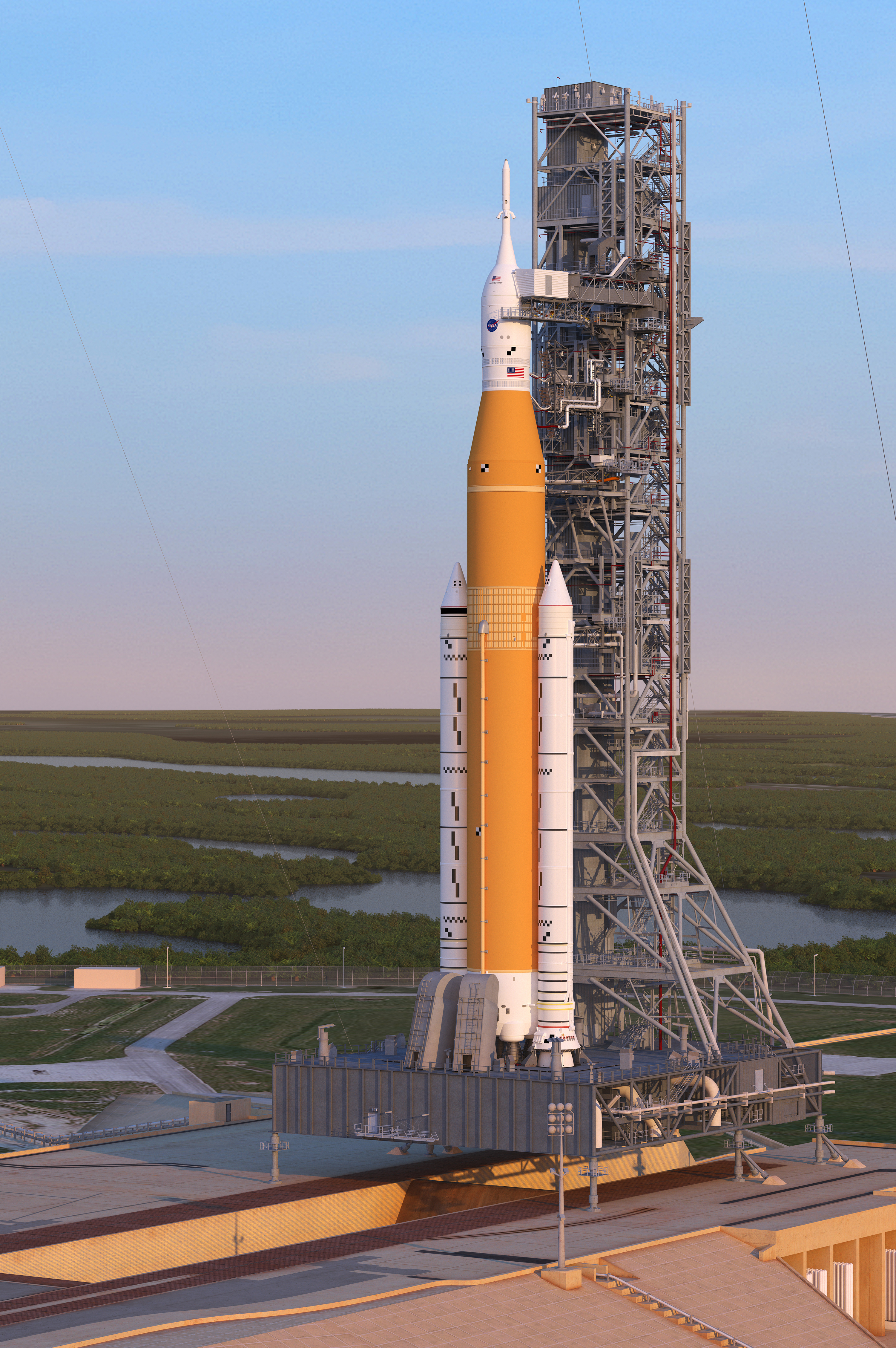
Le lanceur SLS Bloc 1 avec le vaisseau Orion sur le pas de tir 39B (vue d'artiste).

L'EGS (Exploration Ground Systems) regroupe l'ensemble des installations nécessaires pour effectuer l'assemblage final et le lancement des fusées (SLS et lanceurs commerciaux) qui emporteront les différents vaisseaux et équipements vers la Lune. À cet effet les installations du complexe de lancement 39 au centre spatial Kennedy en Floride sont adaptées et remises en état. Cela concerne le pas de tir 39B d'où doit décoller le lanceur SLS, le bâtiment d'assemblage VAB, la plateforme de lancement mobile et le crawler chargé de la transporter.
Le réseau d'antennes paraboliques de 36 mètres de diamètre du Deep Space Network chargé de communiquer avec les vaisseaux dans l'espace lointain et avec les équipages à la surface de la Lune est mis à niveau. Les équipements des antennes de Goldstone, Canberra et Madrid (deux antennes sur chaque site) sont mis à jour de manière à permettre un débit de 100 mégabits par seconde en liaison descendante et 20 Mb/s en liaison montante. Un nouveau réseau d'antennes paraboliques de 18 mètres de diamètre, le LGS (Lunar Ground Stations) est créé pour les communications avec les missions lunaires. Un ensemble de protocoles, interfaces et standards de communications, le LunaNet, est défini pour faciliter les échanges entre les robots, les équipages et les équipements dans l'environnement lunaire.

### Rôle des lanceurs commerciaux
Pour optimiser les coûts et les délais, la NASA fait appel aux lanceurs commerciaux d'une part pour positionner les différents composants - modules de la station spatiale lunaire et du vaisseau lunaire HLS - d'autre part pour assurer le ravitaillement de la station spatiale lunaire Lunar Orbital Platform-Gateway en consommables (ergols, eau, oxygène). Sur les 37 lancements programmés entre 1999 et 2028, 29 doivent être pris en charge par des lanceurs commerciaux, les huit autres l'étant par le lanceur géant SLS. Les modalités des contrats qui seront passés avec les fournisseurs de cette prestation, sont similaires à celles du programme COTS de ravitaillement de la Station spatiale internationale. Selon l'architecture de mission la plus probable les trois modules du vaisseau lunaire (il pourrait n'y en avoir que deux mais cela mettrait hors jeu les vaisseaux commerciaux pour l'un des deux modules) dont la masse totale atteint une quarantaine de tonnes seront expédiés séparément pour tenir compte des capacités limitées des lanceurs. Pour les missions de ravitaillement, selon le cahier des charges établi par la NASA au cours de l'été 2019, le fournisseur devra mettre à disposition un cargo spatial pouvant s'amarrer à la station spatiale lunaire, générer sa propre énergie et rester amarré durant un an.
| Lanceur                               | Constructeur           | 1er vol      | Capacité en orbite lunaire | Coût                            | Commentaire                               |
| ------------------------------------- | ---------------------- | ------------ | -------------------------- | ------------------------------- | ----------------------------------------- |
| Space Launch System bloc 1            | Boeing                 | 2022         | 26 t                       |                                 |                                           |
| Falcon Heavy version non réutilisable | SpaceX                 | opérationnel | 15 t                       | 90 millions US$                 |                                           |
| Vulcan avec étage Centaur             | United Launch Alliance | 2023         | 13 t                       | env 200 millions US$ ?          | Version plus puissante disponible en 2024 |
| New Glenn                             | Blue Origin            | 2025         | 13,6 t                     | entre 100 et 200 millions US$ ? |                                           |

## Missions robotiques

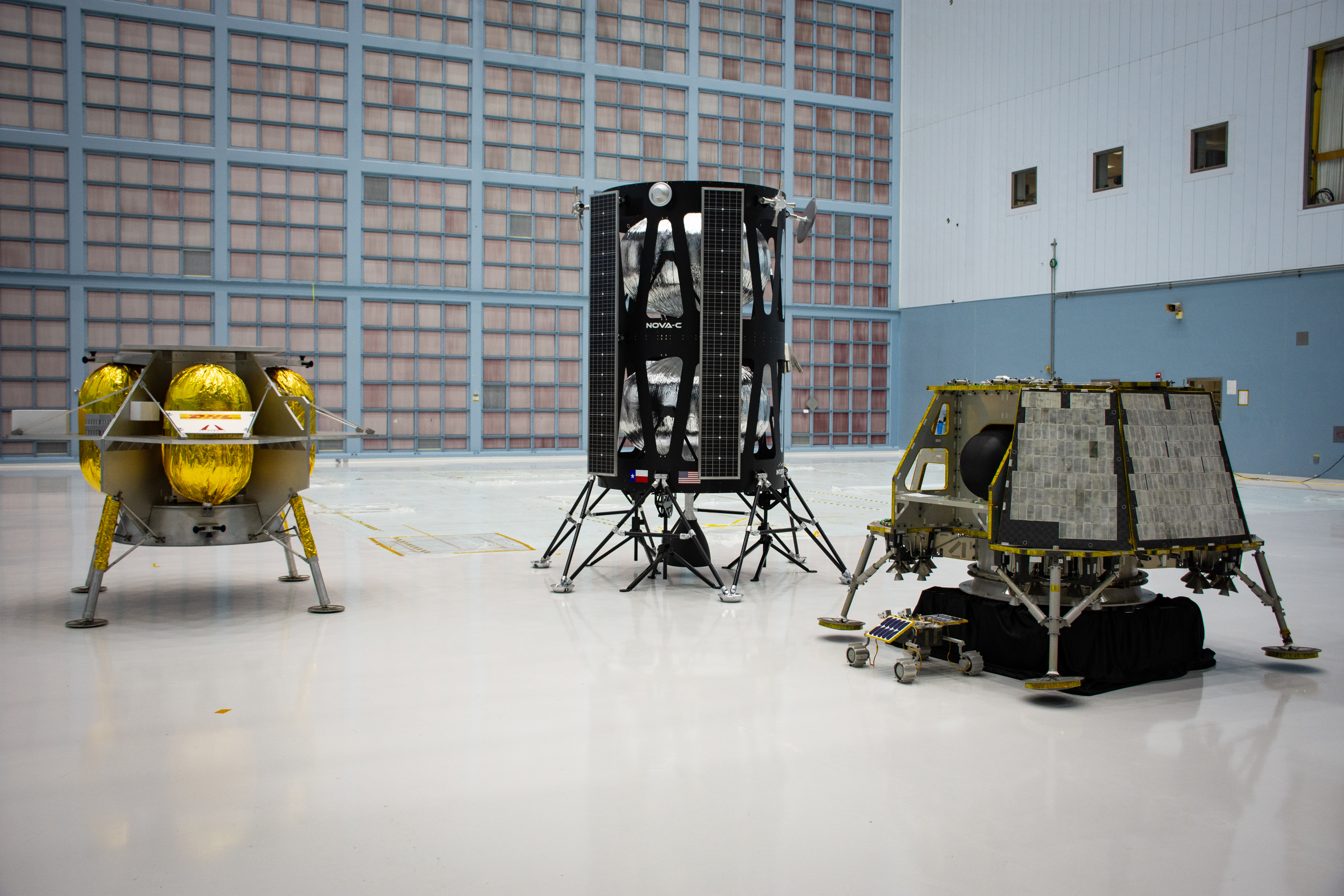
Maquette des trois atterrisseurs lunaires sélectionnés dans le cadre du programme Commercial Lunar Payload Services. De gauche à droite : Peregrine de la société Astrobotic Technology, Nova-C de Intuitive Machines et Z-01 de OrbitBeyond.

Avant de faire atterrir des astronautes dans la région du pôle Sud lunaire, la NASA veut lancer plusieurs missions robotiques ayant pour objectif d'effectuer une première reconnaissance. Le premier objectif de ces missions est d'étudier les caractéristiques de la glace d'eau présente, raison d'être de la sélection du pôle sud. Les autres objectifs sont l'étude de la géologie lunaire et de l'environnement pour préparer les premières missions avec équipage. Ces missions robotiques se poursuivront après le premier atterrissage d'un équipage sur le sol lunaire.

### Programme CLPS
L'agence spatiale a décidé de confier le développement des atterrisseurs chargés de déposer ces équipements scientifiques sur la Lune, à l'industrie privée. Le programme Commercial Lunar Payload Services (CLPS) fonctionne de manière analogue au programme COTS consacré au ravitaillement de la Station spatiale internationale. Elles devront effectuer un premier vol d'ici 2020 et 2021. Les engins développés doivent pouvoir disposer au minimum 40 à 100 kg à la surface de la Lune,.
Trois atterrisseurs lunaires ont été sélectionnés en 2019 et en 2020 pour placer 23 charges utiles technologiques ou scientifiques sur le sol lunaire : Peregrine de la société Astrobotic Technology, Nova-C de Intuitive Machines et XL-1 de Masten Space Systems devraient effectuer un premier vol entre 2021 et 2022,.

### Astromobile VIPER
En octobre 2019 la NASA décide de développer l'astromobile (rover) VIPER. dans le but d'étudier la glace d'eau présente dans le régolithe du fond des cratères situés au pôle Sud de la Lune. L'eau pourrait jouer un rôle important pour les séjours à la surface de la Lune d'équipage d'astronautes en fournissant les consommables nécessaires - oxygène, eau consommable et ergols - grâce aux technologies d'utilisation des ressources in situ. L'engin spatial, qui doit être lancé vers décembre 2022, fait partie des missions développées dans le cadre du Programme Artemis. Il emporte une foreuse et trois instruments destinées à analyser les carottes de sol. La dépose du rover de 250 kg sur le sol lunaire doit être confiée au programme Commercial Lunar Payload Services,,.

## Déroulement des missions à la surface de la Lune
Trois types de mission sont prévues par la NASA : 
- Les missions courtes de 8 jours qui doivent se poser près du pôle sud de la Lune (type de mission référencée DRM-H-001 par la NASA)
- Les missions d'un mois qui doivent également se poser près du pôle sud de la Lune mais durant lesquelles l'équipage séjourne dans un module d'habitation préalablement installé du camp de base Artemis (DRM-H-002).
- Les missions à destinations des latitudes moyennes (DRM-H-001B).

### Mission polaire courte
Les premières missions atterriront près du pôle sud de la Lune. Deux astronautes installés à bord du vaisseau lunaire séjourneront durant environ 6 jours.
Le déroulement de ce type de mission  comprend les étapes suivantes :
- Le vaisseau lunaire (Starship HLS ou Blue Moon) est placé sur une orbite basse par son lanceur.
- Pour pouvoir descendre sur le sol lunaire puis remonter en orbite à la fin de la mission, il doit refaire le plein de ses réservoirs. A cet effet il est rejoint par un ou des vaisseau(x) ravitailleur(s) qui nécessitent eux-memes un certain nombre de tirs d'un lanceur lourd. Selon le vaisseau lunaire, l'opération de ravitaillement est réalisée en orbite terrestre ou lunaire.
- Le vaisseau lunaire utilise sa propulsion pour se placer sur la même orbite lunaire que la station spatiale  Deep Space Gateway.
- Le vaisseau lunaire s'amarre à la station spatiale Deep Space Gateway. Un processus de vérification des systèmes  est lancé pour s'assurer que ceux-ci sont opérationnels.
- Lorsque ces vérifications ont été effectuées l'équipage de la mission est lancé à bord d'un vaisseau Orion par le lanceur lourd SLS. Le vaisseau Orion vient s'amarrer à la station spatiale lunaire et l'équipage débarque dans celle-ci. Avec le vaisseau lunaire le lanceur lourd SLS peut  également avoir lancé un nouveau composant (module) ou des équipements destinés à la station spatiale. La mise en place de ces composants et/ou ces équipements peut immobiliser l'équipage dans la station spatiale jusqu'à une dizaine de jours (1,5 orbites).
- Deux des quatre astronautes embarquent à bord du vaisseau lunaire ainsi que les différents équipements requis pas la mission dont les combinaisons spatiales utilisées lors des sorties extravéhiculaires.
- Le vaisseau lunaire descend à la surface de la Lune. Il est prévu que ce type de mission dure environ 6 jours. Avec les phases de descente et de remontée du sol lunaire, le vaisseau doit fonctionner en autonomie durant 8 jours.
- Durant le séjour à la surface de la Lune l'équipage effectue jusqu'à quatre sorties extravéhiculaires (le nombre de sorties dépendra des objectifs de la mission) d'une durée maximale de 8 heures. Une sortie supplémentaire peut être effectuée pour répondre à un besoin non planifié.
- À l'issue de la mission, le vaisseau lunaire décolle du sol lunaire et vient s'amarrer à la station spatiale. L'équipage et les échantillons lunaires sont transférés dans le vaisseau Orion qui reprend le chemin de la Terre. Si le vaisseau lunaire doit être réutilisé lors d'une mission suivante, il reste amarré à la station spatiale sinon il est largué après le départ du vaisseau Orion et son orbite est abaissé pour qu'il aille s'écraser sur le sol lunaire en respectant les règles de protection planétaire.

### Mission longue avec séjour à bord d'un module d'habitation
Des missions plus longues (séjour sur la Lune de 33 jours) se déroulent également dans la région du pôle sud et comprenant l'utilisation d'un module d'habitation sont prévus dans un deuxième temps. Le déroulement de ce type de mission (codifiée DRM-H-002 par la NASA) diffère de la manière suivante du type de mission précédent :
- Un module d'habitation et éventuellement d'autres équipements sont pré-positionnés à la surface de la Lune. Leur fonctionnement est vérifié à distance préalablement à tout nouveau lancement.
- L'équipage qui descend à la surface de la Lune comprend jusqu'à quatre astronautes.
- Le vaisseau lunaire se pose à faible distance des modules et équipements pré-positionnés pour la mission.
- L'équipage ne séjourne que brièvement à bord du vaisseau lunaire immédiatement après l'atterrissage et avant le décollage. Il est prévu qu'il y séjourne en tout au maximum 5 jours en tout lorsque le vaisseau est à la surface de la Lune.
- L'équipage quitte le vaisseau lunaire avec tous les équipements nécessaires transportés dans le vaisseau lunaire et vient s'installer dans le module d'habitation pour y vivre et y travailler.
- Durant le séjour de l'équipage à bord du module d'habitation, le module lunaire reste prêt à décoller pour faire face à une urgence mais son fonctionnement peut être optimisé de manière à réduire l'utilisation des consommables.

### Mission courte aux latitudes moyennes
Les missions à destination des latitudes moyennes sont une variante des missions polaires courtes. Le site d'atterrissage peut se situer dans une large plage de latitudes moyennes éventuellement sur la face cachée de la Lune. Aussi le vaisseau lunaire doit pouvoir supporter un large spectre de contraintes thermiques et d'incidence du rayonnement solaire. Le séjour à la surface de la lune peut durer de 2,3 à 6 jours dont un maximum de 40 heures d'obscurité. L'équipage qui est limité à deux astronautes peut effectuer jusqu'à quatre sorties extra-véhiculaires. Une sortie supplémentaire peut être effectuée pour répondre à un besoin non planifié

## Missions Artemis réalisées et prévues

### Missions de laphase 1: d'Artemis IàArtemisIII(2021-2026)
Selon le planning diffusé en mai 2019 la NASA prévoit d'effectuer 37 lancements entre 2019 et 2028 dans le cadre du programme Artemis. Ces vols comprennent l'envoi de missions robotiques de reconnaissance, le positionnement en orbite lunaire des composants de la station spatiale et des exemplaires du vaisseau lunaire HLS, le ravitaillement de la station spatiale et enfin l'envoi des équipages destinés à tester le lanceur SLS (Artemis I) le vaisseau Orion (Artemis II), puis à se poser sur la Lune (Artemis III, IV, V, VI). La majorité des lancements est effectuée par des lanceurs commerciaux.
Les missions de la phase I du programme Artemis (2021-2024) ont pour objectif de tenir l'échéance fixée par le président Trump. Il s'agit, après avoir validé en vol le fonctionnement du lanceur SLS et du vaisseau Orion de déposer à l'aide du module lunaire HLS un premier équipage sur le sol lunaire en 2024 (mission Artemis III). Le déroulement des trois missions Artemis de cette phase n'exploite pas la station spatiale Gateway mais il est néanmoins prévu de lancer durant cette période les modules de propulsion PPE et d'habitation HALO de la station.

#### Missions préparatoires:Artemis IetArtemis II
Le programme Artemis doit commencer par deux missions destinées à mettre au point les véhicules et les procédures avant d'amener le premier équipage sur la Lune.

##### Artemis I: le premier vol du lanceur lourd SLS (novembre 2022)
Artemis I a pour objectif de valider le fonctionnement en vol du lanceur lourd SLS dans sa version Bloc 1 et de l'ensemble des systèmes du vaisseau Orion dans des conditions proches des missions lunaires. Aucun équipage n'est embarqué. Le lancement programmé initialement fin août 2022 est repoussé à plusieurs reprises pour régler des problèmes de fuites dans l'alimentation des réservoirs d'hydrogène et en raison de passages d'ouragans sur la Floride. Le lancement a finalement lieu le 16 novembre 2022, la mise en orbite autour de la Lune le 25 novembre 2022 et le retour sur Terre (en mer) le 11 décembre 2022. La mission est un succès total qui ouvre la voie à la mission suivante emportant un équipage. Le lanceur, dont c'est le premier vol, comme le vaisseau Orion se sont comportés comme prévu. Les seuls incidents notables ont été des interruptions temporaires des liaisons télécom entre le vaisseau et le centre de contrôle sur Terre.

##### Artemis II: la première mission avec équipage (avril 2026)
Artemis II doit emporter vers avril 2026 le même vaisseau, cette fois avec un équipage de quatre astronautes (Christina Koch, Gregory Reid Wiseman, Victor J. Glover et Jeremy Hansen), pour un vol autour de la Lune. Le vaisseau Orion sera placé en orbite par la même version du SLS (Bloc 1). La mission doit durer 10 jours. Le vaisseau doit passer derrière la Lune, sans se placer en orbite, avant de revenir sur Terre.

##### Début de l'assemblage de la station spatiale lunaire Lunar Gateway
Fin 2027, une fusée commerciale doit placer le premier module de la station en orbite lunaire. Il s'agit du module disposant d'une propulsion et fournissant de l'énergie. En novembre 2025, le deuxième module MiniHab, de type habitat, doit être lancé par une fusée commerciale. Ce module dispose d'au moins deux ports d'amarrage libre permettant d'y amarrer simultanément le module lunaire chargé d'amener les astronautes sur le sol lunaire (un homme et une femme) et le vaisseau Orion. Le module lunaire, qui comprend trois sous-ensembles, sera placé en orbite lunaire grâce à trois vols commerciaux.

Le programme Artemis
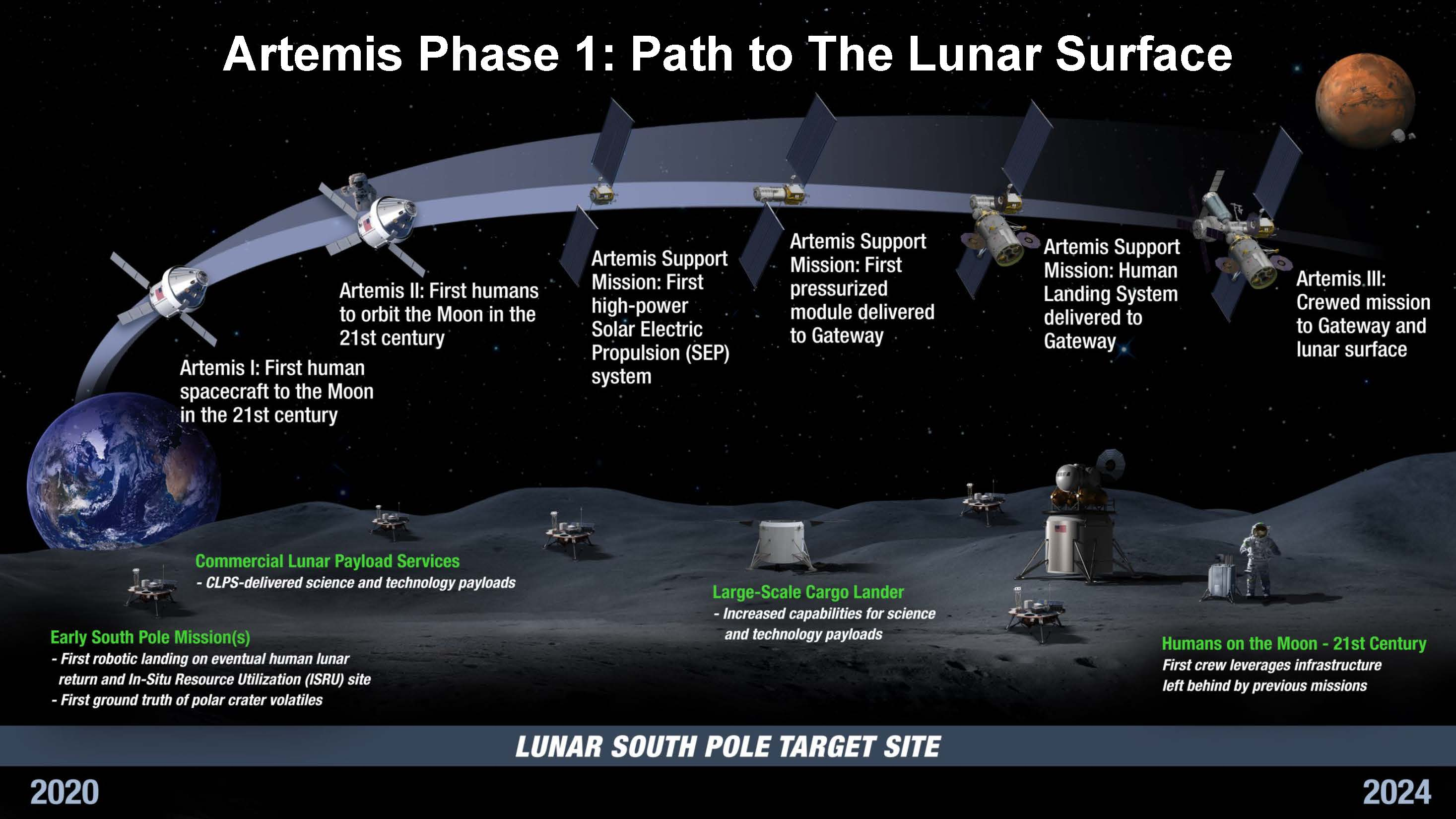
Les différentes étapes du programme Artemis entre 2020 et 2024.
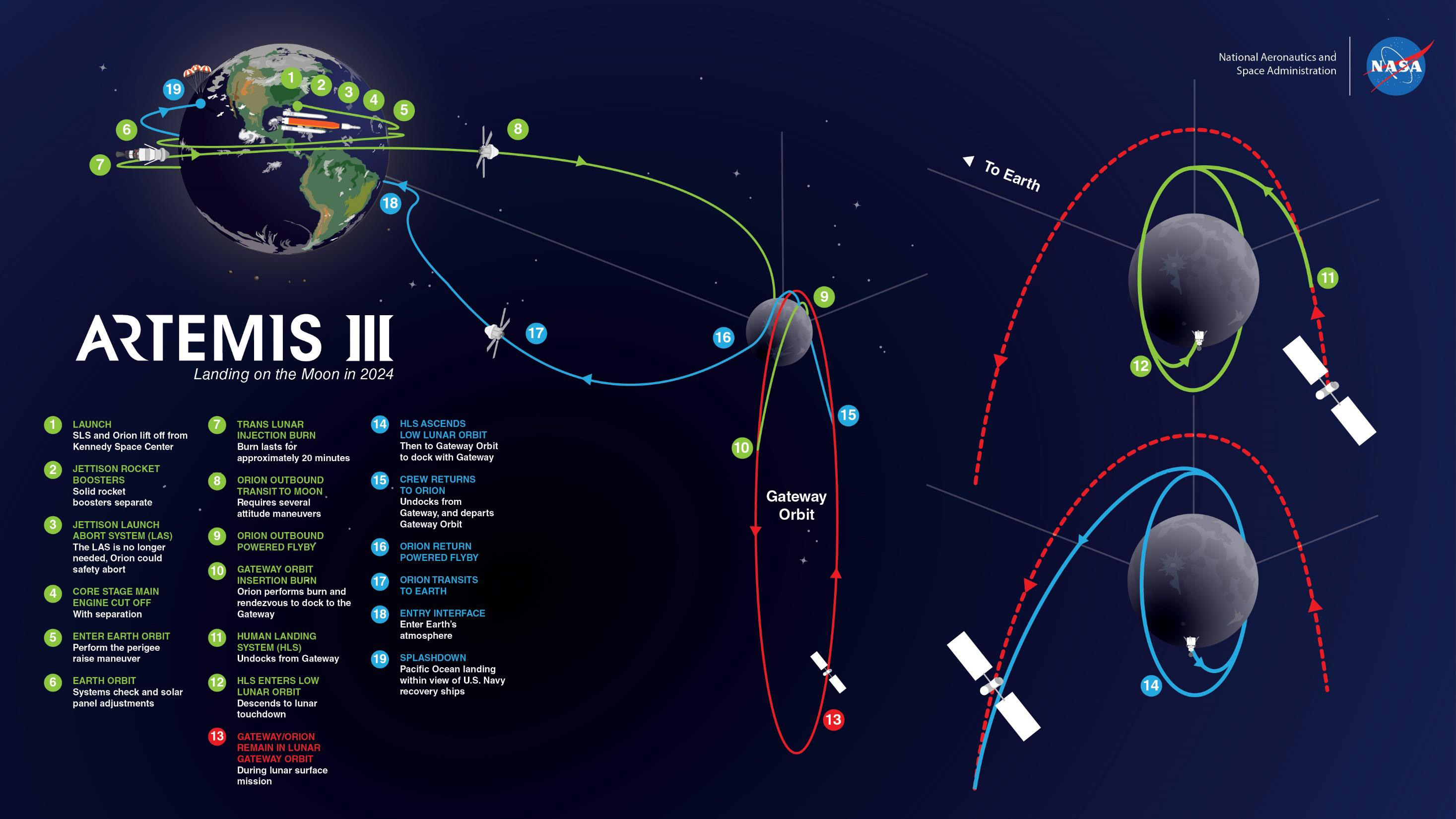
Déroulement de la mission Artemis III.

#### Artemis III: première mission sur le sol lunaire (mi-2027)
La mission Artemis III est la première à amener un équipage sur le sol lunaire. Selon le scénario préconisé par la NASA, sa durée totale est 25 à 34 jours et le séjour sur la Lune est de six jours et demi. L'équipage est composé de quatre personnes dont deux (un équipage mixte) doivent descendre sur le sol lunaire. Le déroulement de cette première mission sur le sol lunaire est le suivant, :
- pour cette première mission, afin de respecter l'échéance fixée, la station spatiale lunaire Gateway n'est pas utilisée ;
- le vaisseau lunaire Starship HLS est placé sur une orbite terrestre basse par le premier étage réutilisable de la fusée Starship (Starship Heavy) avant le lancement de l'équipage pour permettre un pré-positionnement. Il est ravitaillé en ergols par plusieurs Starship Tanker placés chacun en orbite par un étage Starship Heavy. Des programmes de diagnostic sont lancés à distance ;
- si le diagnostic est positif, le lanceur SLS Bloc 1 décolle en emportant le vaisseau Orion avec son équipage de quatre astronautes ;
- le vaisseau lunaire HLS et le vaisseau Orion se propulsent vers la Lune et s'insèrent en orbite lunaire.
- le vaisseau Orion réalise une manœuvre de rendez-vous avec le vaisseau lunaire Starship HLS auquel il s'amarre ;
- deux des astronautes (dont au moins une femme) embarquent à bord du vaisseau lunaire HLS et entament la descente vers le sol lunaire ;
- la descente se décompose en cinq phases : le transfert de l'orbite NRHO à une orbite basse circulaire de 100 km (durée 12 heures), l'abaissement du périlune, la phase de freinage consistant à annuler pratiquement la vitesse horizontale, la phase d'approche permettant de positionner le vaisseau au-dessus du site d'atterrissage et la descente verticale finale une fois le vaisseau au-dessus de la zone d'atterrissage.
- le vaisseau lunaire se pose verticalement sur un site du pôle sud qui reste à définir en aout 2022. Il génère de manière continue de l'énergie avec ses panneaux solaires. Les astronautes pourraient disposer d'un astromobile non pressurisé analogue à celui du programme Apollo. Le séjour à la surface de la Lune doit durer six jours et demi soit trois jours de plus que la dernière mission Apollo. Au moins deux sorties extra-véhiculaires d'une durée minimale de quatre heures sont réalisées. Le cahier des charges de l'atterrisseur limite à 26 kg la quantité de roches lunaires que pourront ramener les astronautes[111] ;
- à la fin de son séjour l'équipage redécolle de la surface ;
- une fois sur une orbite lunaire basse, le vaisseau lunaire est manœuvré de manière à réussir un rendez-vous spatial avec le vaisseau Orion ;
- son équipage réintègre alors le vaisseau Orion qui est resté amarré à la station spatiale durant leur séjour sur la Lune et retrouve les deux coéquipiers restés en orbite ;
- le vaisseau Orion quitte la station spatiale avec à son bord l'équipage complet, le résultat de la collecte des échantillons lunaires et certaines expériences scientifiques ;
- de retour sur Terre, il amerrit dans l'océan et est recueilli avec son équipage par des navires pré-positionnés.

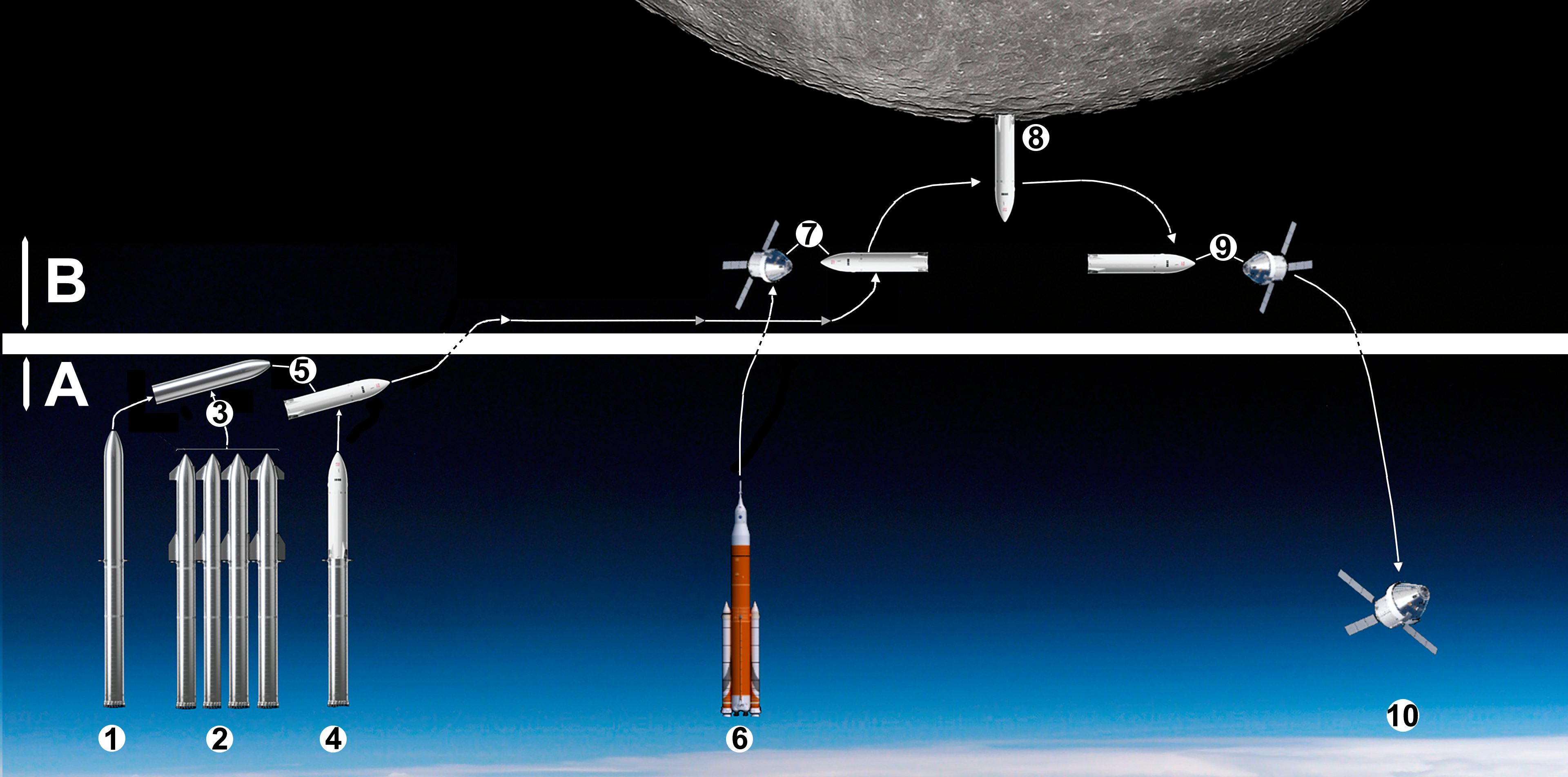
Les principales phases de la mission Artemis III : A Orbite basse terrestre - 'B' Orbite de halo presque rectiligne - 1 Lancement du Starshit servant de dépôt orbital d'ergols - 2 Lancement de Starship de transport d'ergols (x 10+) - 3 Transfert des ergols entre le tanker et le dépôt orbital (x 10+) - 4 Lancement du HLS - 5 Transfert des ergols entre le dépôt orbital et le HLS - 6 Lancement du vaisseau Orion avec l'équipage - 7 Transfert de l'équipage du vaisseau Orion au HLS - 8 Séjour du HLS à la surface de la Lune - 9 Transfert de l'équipage du HLS au vaisseau Orion - 10 Retour sur Terre de l'équipage..

### Missions de la phase 2: vers des installations permanentes sur la Lune (2028-)
L'objectif final du programme Artemis est de créer une installation permanente dans la région du pôle sud permettant à des équipages d'effectuer des séjours de longue durée consacrés à la mise au point des technologies nécessaires pour l'exploration des planètes par des êtres humains (préparation de missions à la surface de Mars) et l'étude scientifique de la Lune. Les missions de la phase II du programme Artemis doivent permettre de roder les procédures à la surface d'une planète en s'appuyant sur une station spatiale lunaire Gateway aux capacités accrues et un camp de base établi à la surface de la Lune de manière permanente et occupé à intervalles réguliers. Ce dernier doit comprendre un module d'habitation, un système de production d'énergie, des équipements permettant d'exploiter les ressources in situ (eau, oxygène, matériaux de construction) et deux types d'astromobile (pressurisé et non pressurisé) et des véhicules permettant aux astronautes d'explorer la région.
Une nouvelle version du lanceur plus puissante sera utilisée (SLS block 1B) ce qui permettra d'utiliser le même lanceur pour lancer le vaisseau Orion et un autre équipement. Les astronautes disposeront d'un vaisseau lunaire HLS aux capacités accrues qui pourra déposer au sol jusqu'à quatre personnes. Un vaisseau lunaire fourni par un autre constructeur sera également testé. L'habitat pourra supporter une nuit lunaire partielle ou même complète (objectif). Les équipements mis à leur disposition sont pré-positionnés par des missions robotiques. La station spatiale sera progressivement étoffée avec de nouveaux modules (sas, habitat…). Le déroulement des missions, tel que défini fin 2022, est le suivant, :
- Chaque lancement annuel d'un équipage comprend le lancement d'un cargo spatial de ravitaillement SpaceX Dragon XL (à compter de 2028), du vaisseau Orion par la fusée SLS avec un module de la station spatiale lunaire et d'un vaisseau lunaire HLS chargé de déposer à la surface de la Lune l'équipage et du matériel.
- Envoi à la surface de la Lune d'un astromobile non pressurisé (Lunar Terrain Vehicle ou LTV) permettant à deux astronautes de se déplacer et d'étendre leur rayon d'action (2030). Une version ultérieure sans pilote pourrait être développée par la suite pour déplacer des marchandises ou explorer la surface de la Lune.
- Extension progressive de la station spatiale lunaire Lunar Gateway avec les modules d'habitation i-Hab (2027), le module télécoms/stockage d'ergols ESPRIT (2030), un sas (2031).
- Envoi à la surface de la Lune d'un astromobile pressurisé (2032) permettant d'étendre le rayon d'exploration des astronautes à plusieurs dizaines de kilomètres. Divers équipements permettent d'allonger la durée des séjours de 7 à 30-45 jours : module d'habitation, système de production d'énergie, équipements ISRU permettant d'utiliser les ressources lunaires.
- Envoi à la surface de la Lune d'un module logistique et d'un habitat (Lunar Surface Habitat ou LSH). Le LSH sera un module gonflable de 12 tonnes pouvant accueillir de deux à quatre astronautes durant 30 à 60 jours. Le module offrira un volume habitable de 175 m³. 15 kilowatts électriques seront générés durant la journée lunaire et 2 kilowatts de nuit. Le module comportera des équipements permettant de recycler plus de 95% de l'urine. Il disposera d'un sas et de réservoir d'oxygène pour les sorties à la surface de la Lune. Ce module sera lancé dans le cadre d'Artemis VIII (2033). Pour alimenter en énergie cette base la NASA prévoit de déployer des panneaux solaires ainsi qu'un réacteur nucléaire en 2028/2029.

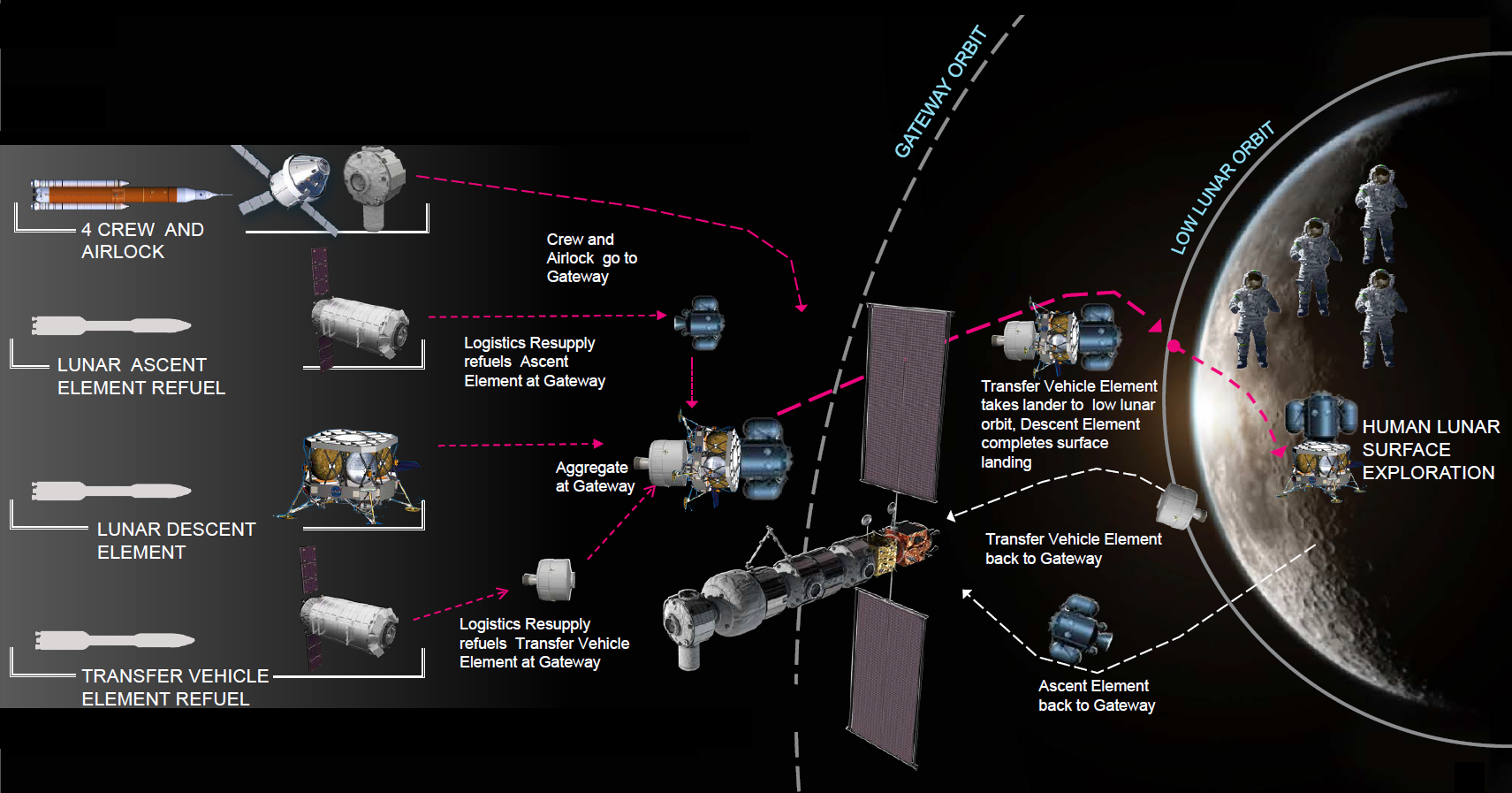
Architecture des missions Artemis à compter de 2026 : équipage sur le sol lunaire portée à quatre personnes, réutilisation d'une partie du vaisseau lunaire, ajout de modules à la station lunaire (février 2019).

| Date | Mission / engin spatial | Type engin                                 | Description / objectif                                          | Destination      | Lanceur                     | Commentaire |
| ---- | ----------------------- | ------------------------------------------ | --------------------------------------------------------------- | ---------------- | --------------------------- | --- |
| 2027 | Starship HLS            | Vaisseau lunaire                           | Dépose de l'équipage à la surface de la Lune                    | Pôle sud lunaire | Starship                    | Plusieurs vaisseaux sont lancés en orbite basse pour ravitailler en ergols le Starship HLS avant son départ pour la Lune. |
| 2028 | Artemis IV              | Vaisseau Orion + module I-HAB              | Mise en service de la station Lunar Gateway, transport équipage | Lunar Gateway    | Space Launch System Bloc 1B | Premier vol du lanceur SLS dans sa nouvelle version 1B.                                                                   |
| 2028 | Starship HLS            | Vaisseau lunaire                           | Dépose de l'équipage à la surface de la Lune                    | Pôle sud lunaire | Starship                    | Plusieurs vaisseaux sont lancés en orbite basse pour ravitailler en ergols le Starship HLS avant son départ pour la Lune. |
| 2030 | Artemis V               | Vaisseau Orion + module ESPRIT + Canadarm3 | Transport équipage                                              | Lunar Gateway    | Space Launch System Bloc 1B | Mise en œuvre de l'astromobile LTV permettant d'accroitre le rayon d'action de l'équipage à la surface de la Lune.        |
| 2029 | Starship HLS            | Vaisseau lunaire                           | Dépose de l'équipage à la surface de la Lune                    | Pôle sud lunaire | Starship                    | Plusieurs vaisseaux sont lancés en orbite basse pour ravitailler en ergols le Starship HLS avant son départ pour la Lune. |
| 2031 | Artemis VI              | Vaisseau Orion + module sas                | Transport équipage                                              | Lunar Gateway    | Space Launch System Bloc 1B | |
| 2030 | Starship HLS            | Vaisseau lunaire                           | Dépose de l'équipage à la surface de la Lune                    | Pôle sud lunaire | Starship                    | Plusieurs vaisseaux sont lancés en orbite basse pour ravitailler en ergols le Starship HLS avant son départ pour la Lune. |
| 2032 | Artemis VII             | Vaisseau Orion + ?                         | Transport équipage                                              | Lunar Gateway    | Space Launch System Bloc 1B | |
| 2031 | Starship HLS            | Vaisseau lunaire                           | Dépose de l'équipage à la surface de la Lune                    | Pôle sud lunaire | Starship                    | Plusieurs vaisseaux sont lancés en orbite basse pour ravitailler en ergols le Starship HLS avant son départ pour la Lune. |
| 2033 | Artemis VIII            | Vaisseau Orion + ?                         | Transport équipage                                              | Lunar Gateway    | Space Launch System Bloc 1B | |

## Critiques du programmeArtemis
À son lancement, la viabilité du programme Artemis avec l'objectif calendaire qui lui a été fixé (2025) est souvent considéré comme irréaliste, compte tenu de la complexité des éléments (vaisseaux, lanceurs, installations) à développer, de la modestie des sommes allouées au programme au titre du budget 2020 et de l'absence d'une enveloppe budgétaire consacrée au programme pour les années suivantes, :
- les estimations de coût du programme varient à l'époque selon les spécialistes interrogés entre 20-25 milliards et 30 milliards de dollars américains. Il faudrait donc consacrer entre six et huit milliards de dollars par an pour atteindre l'objectif à l'échéance imposée par le président Trump ;
- la NASA dépend pour la tenue des objectifs de ses sous-traitants. Or Boeing, qui développe le lanceur géant SLS, a pris un retard considérable alors que celui-ci réutilise des composants existants. Dans ce contexte, le développement de l'atterrisseur lunaire, qui comportera trois modules nouveaux et la mise au point de moteurs, ainsi que plusieurs systèmes complexes, risque de compromettre la tenue des délais ;
- l'architecture retenue nécessite le développement d'un nouvel étage pour le lanceur Space Launch System (SLS), dont le développement a été arrêté pour permettre à Boeing de tenir ses échéances.

Pour tenter de mener à bien le programme dans le délai imposé malgré la contrainte budgétaire, la NASA choisit de sous-traiter complètement la conception et le développement de plusieurs éléments du programme, en particulier ceux du vaisseau lunaire HLS. Pour ce dernier, l'agence spatiale retient la solution de SpaceX, la moins coûteuse mais également la plus risquée du fait de sa complexité technique : mise au point d'un lanceur lourd, ravitaillement en ergols cryogéniques en orbite, enchainement des lancements très serré pour réaliser ce ravitaillement, vaisseau lunaire mono-étage.
Le développement du lanceur SLS et du vaisseau Orion accumulent retards et dépassements budgétaires tout en représentant une grande partie du cout du programme, alors qu'une solution alternative est envisageable[Laquelle ?].
Courant 2021, les sommes allouées au projet pour la période 2021-2025 permettent en théorie de mener à bien la première phase du programme, mais aucune somme n'est allouée au développement des équipements nécessaires à sa phase 2, qui démarre théoriquement en 2026.